# 圖盧茲博物館

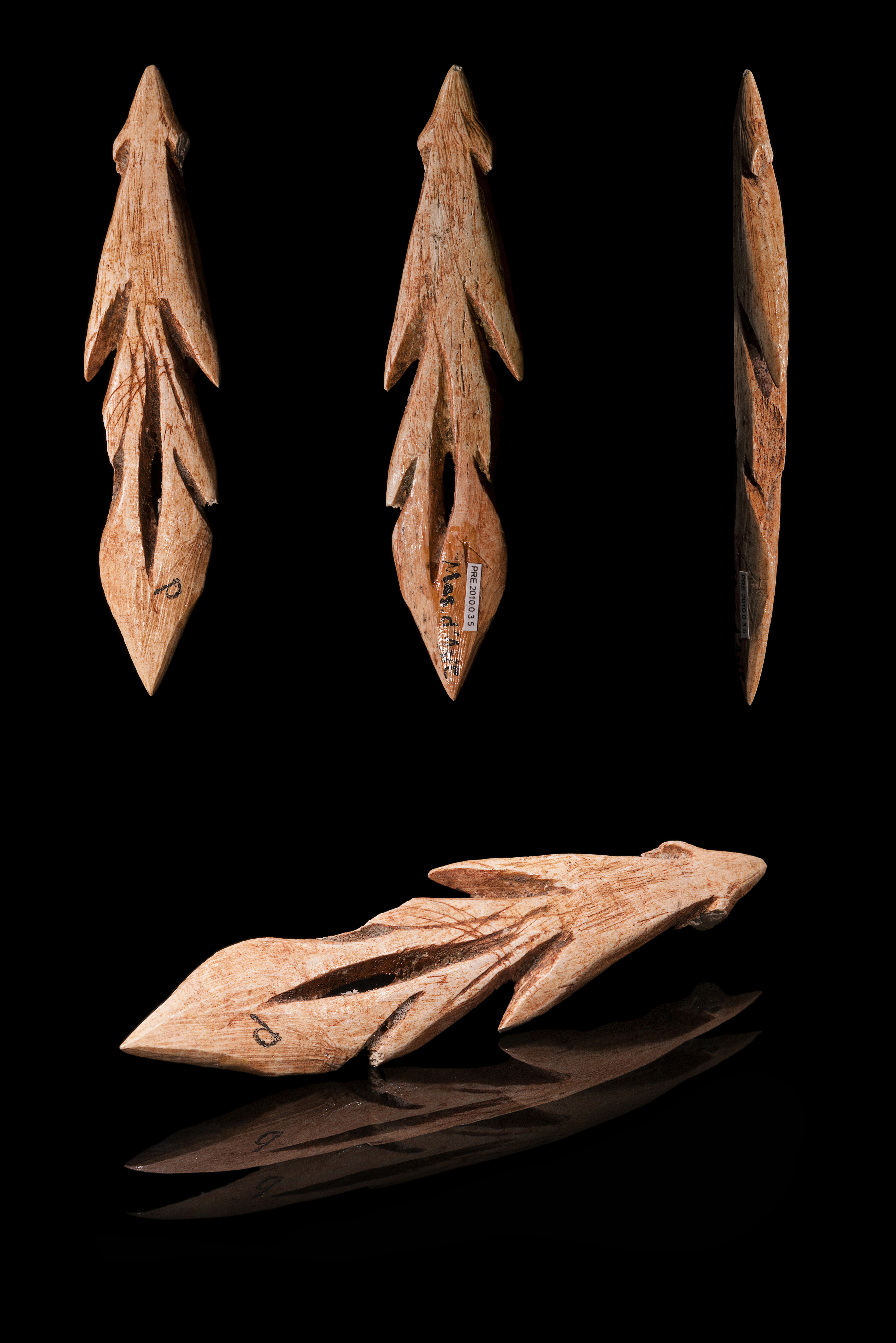
大约10,000年前的骨製鱼叉头的多重视图

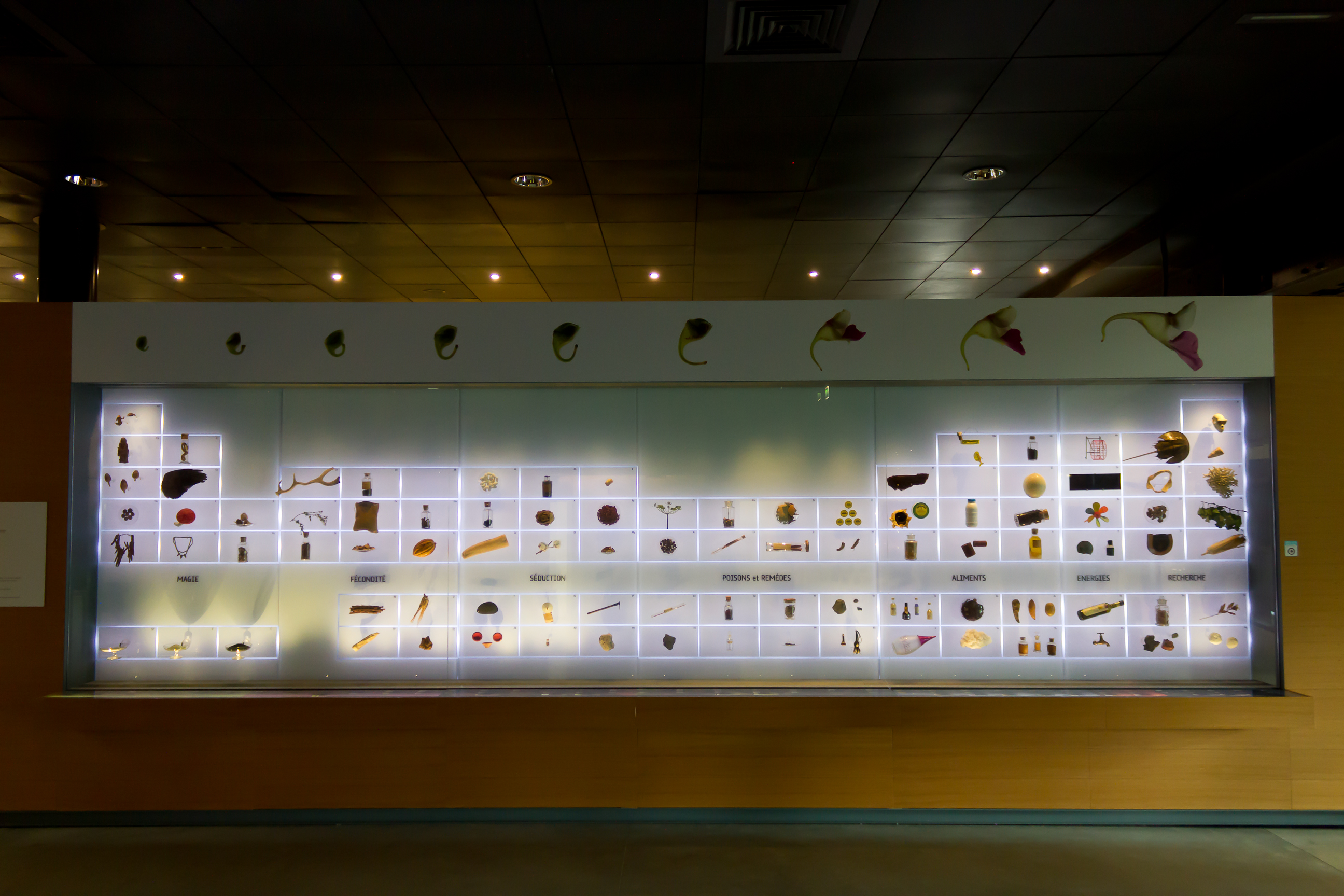
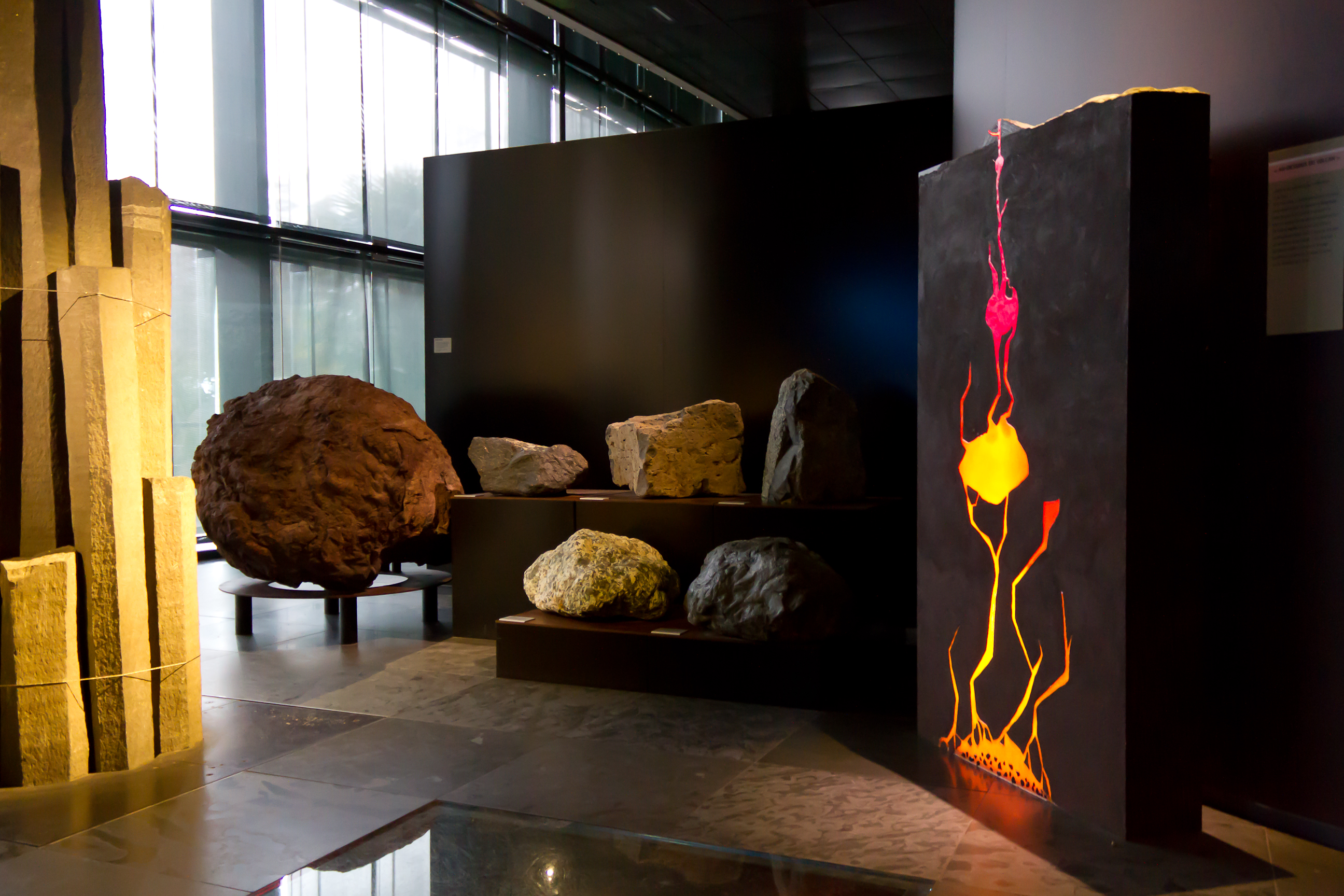
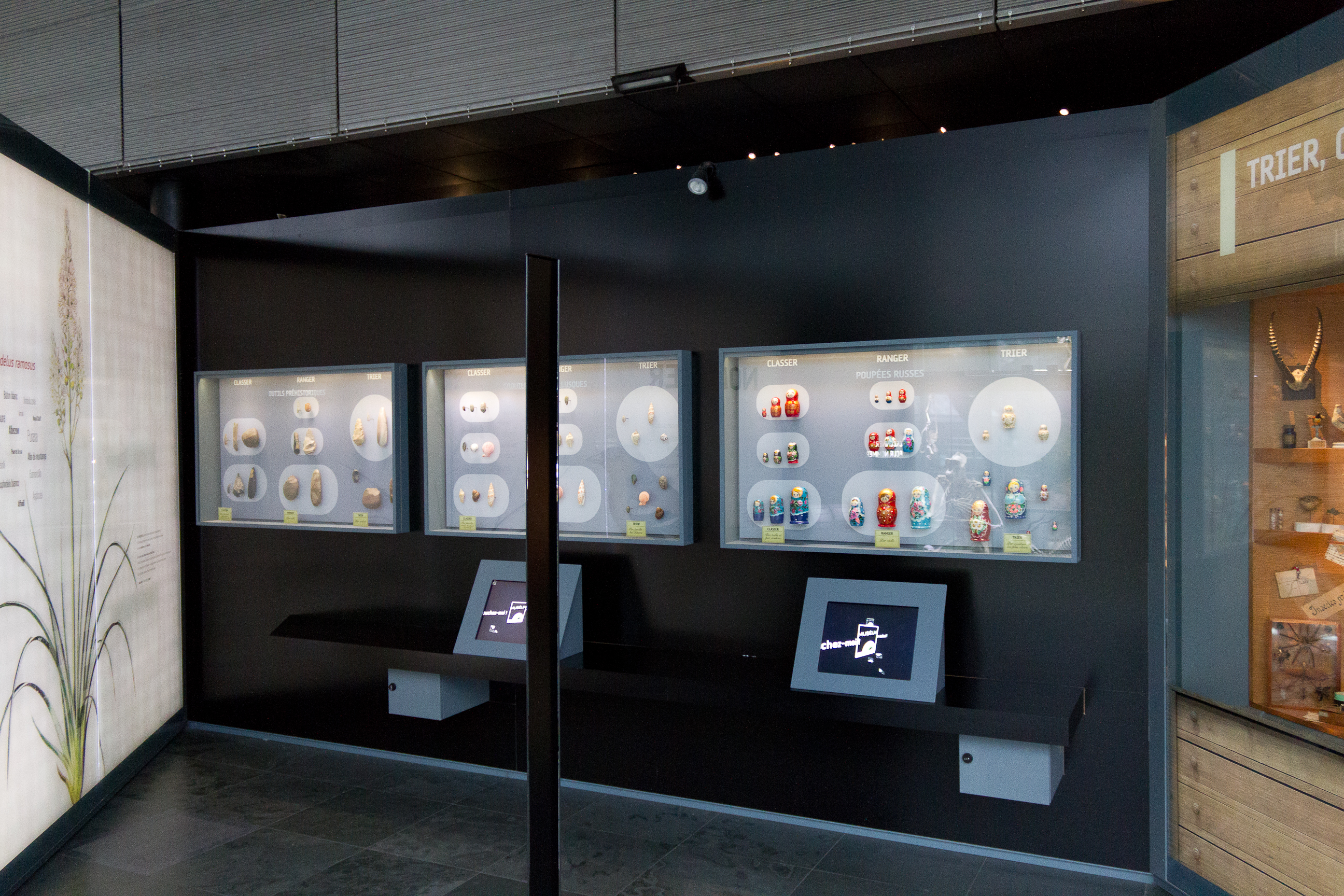
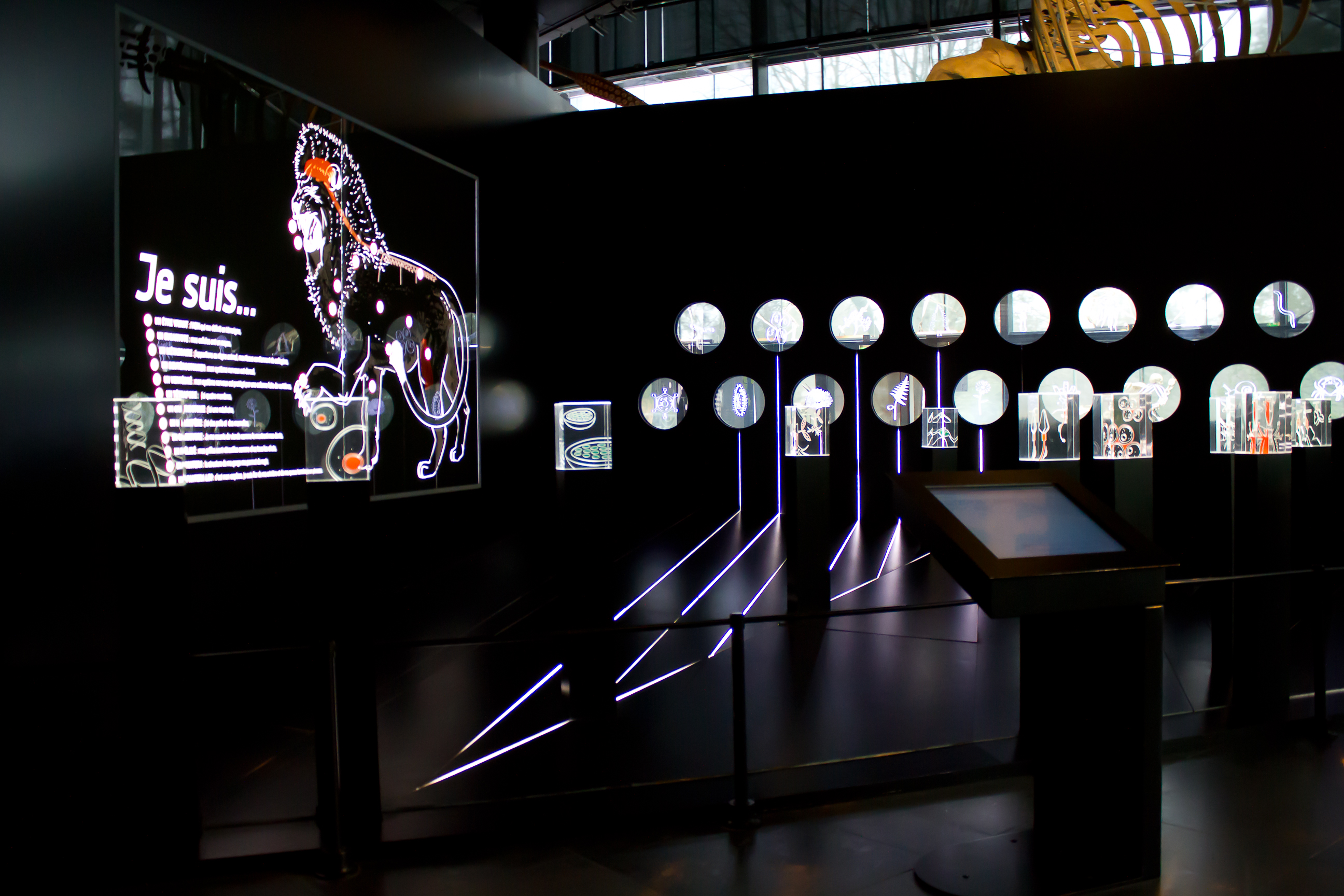
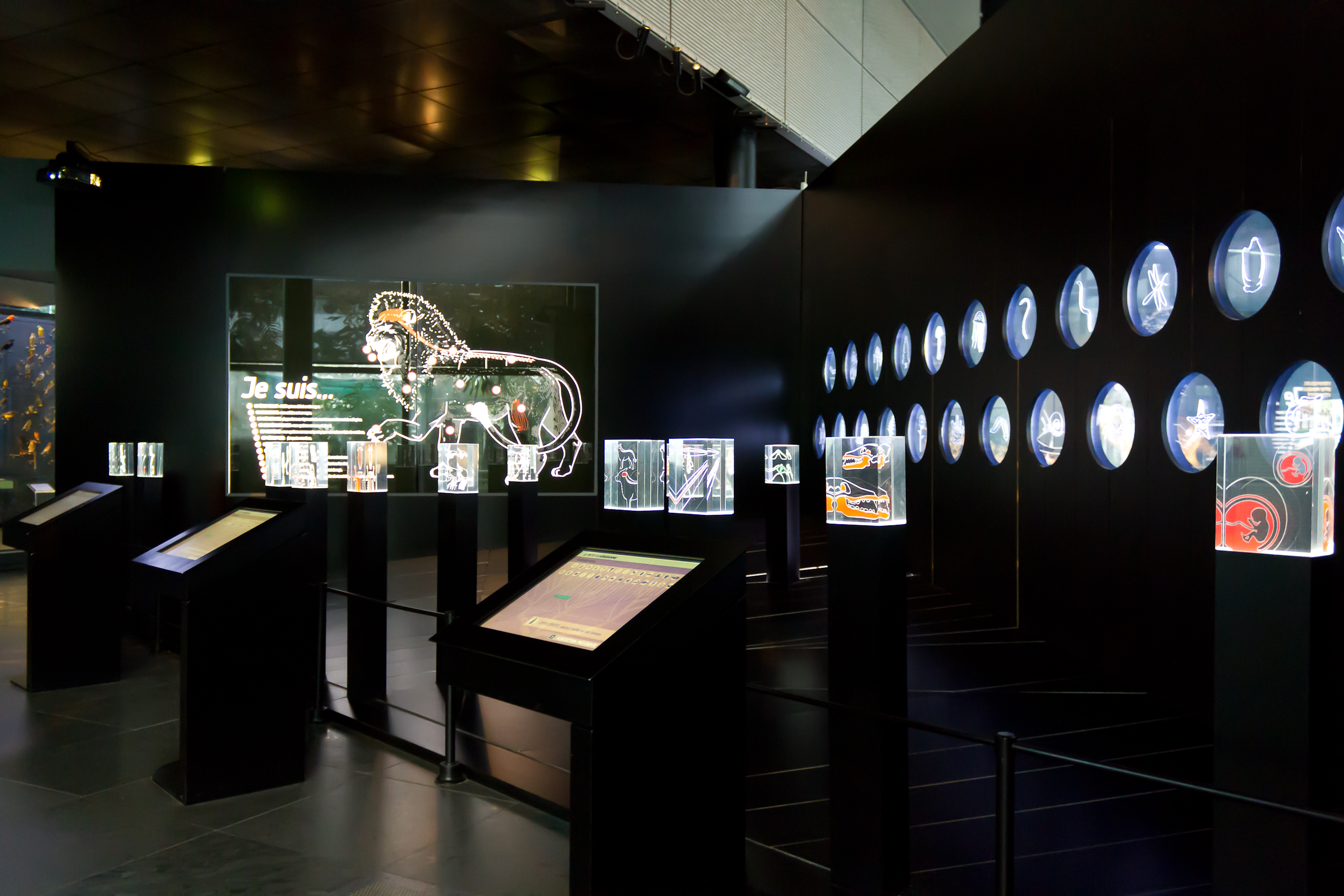
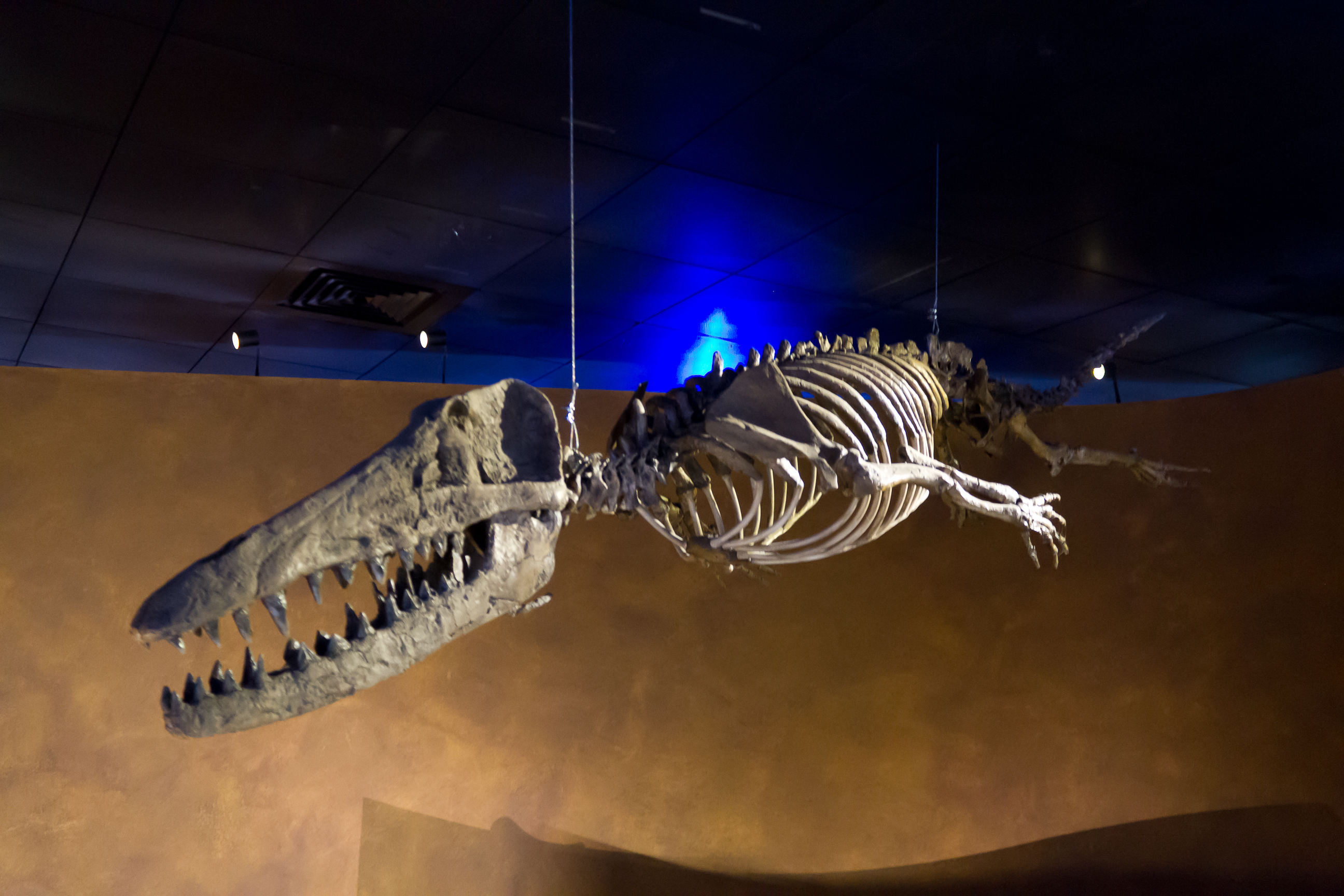
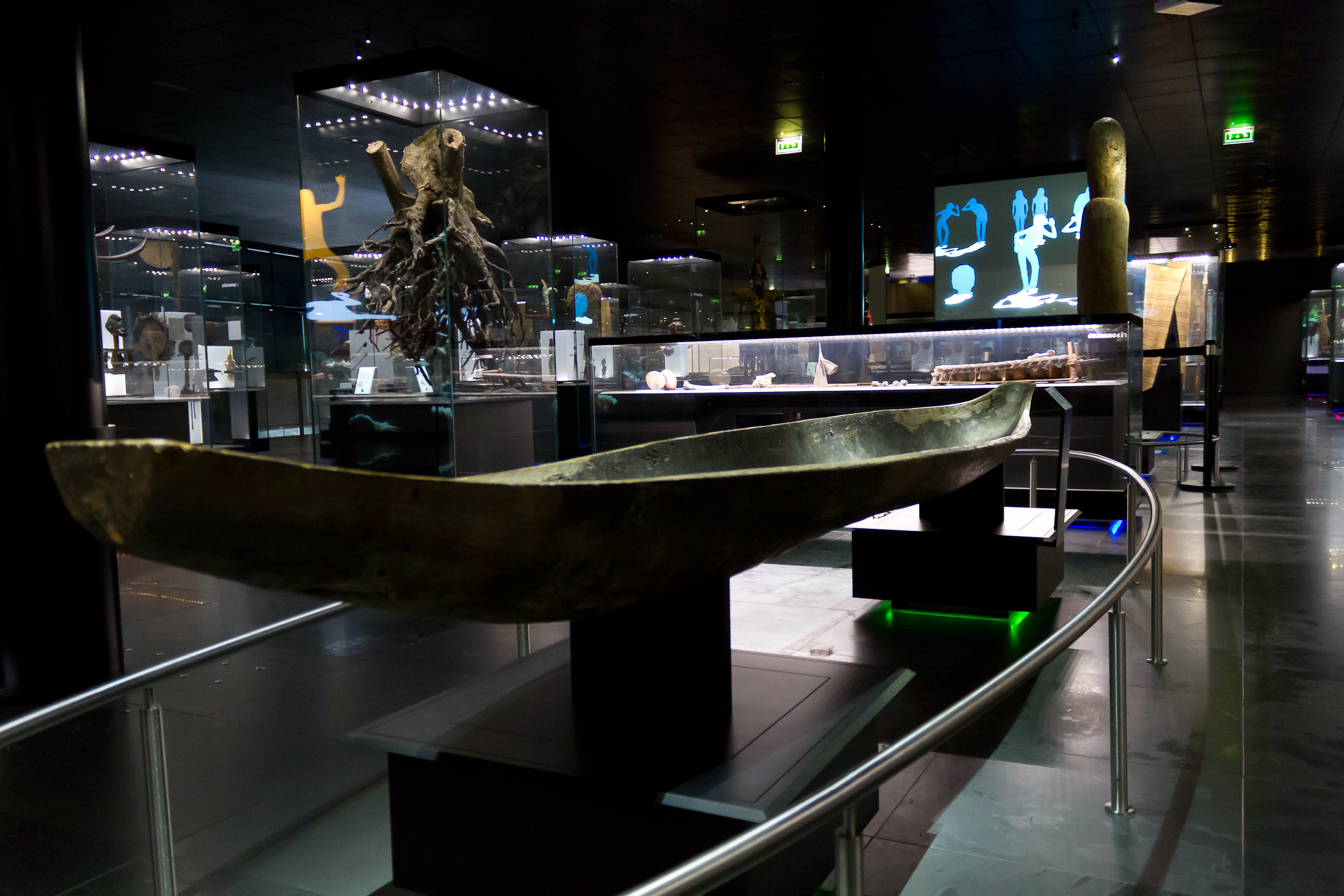
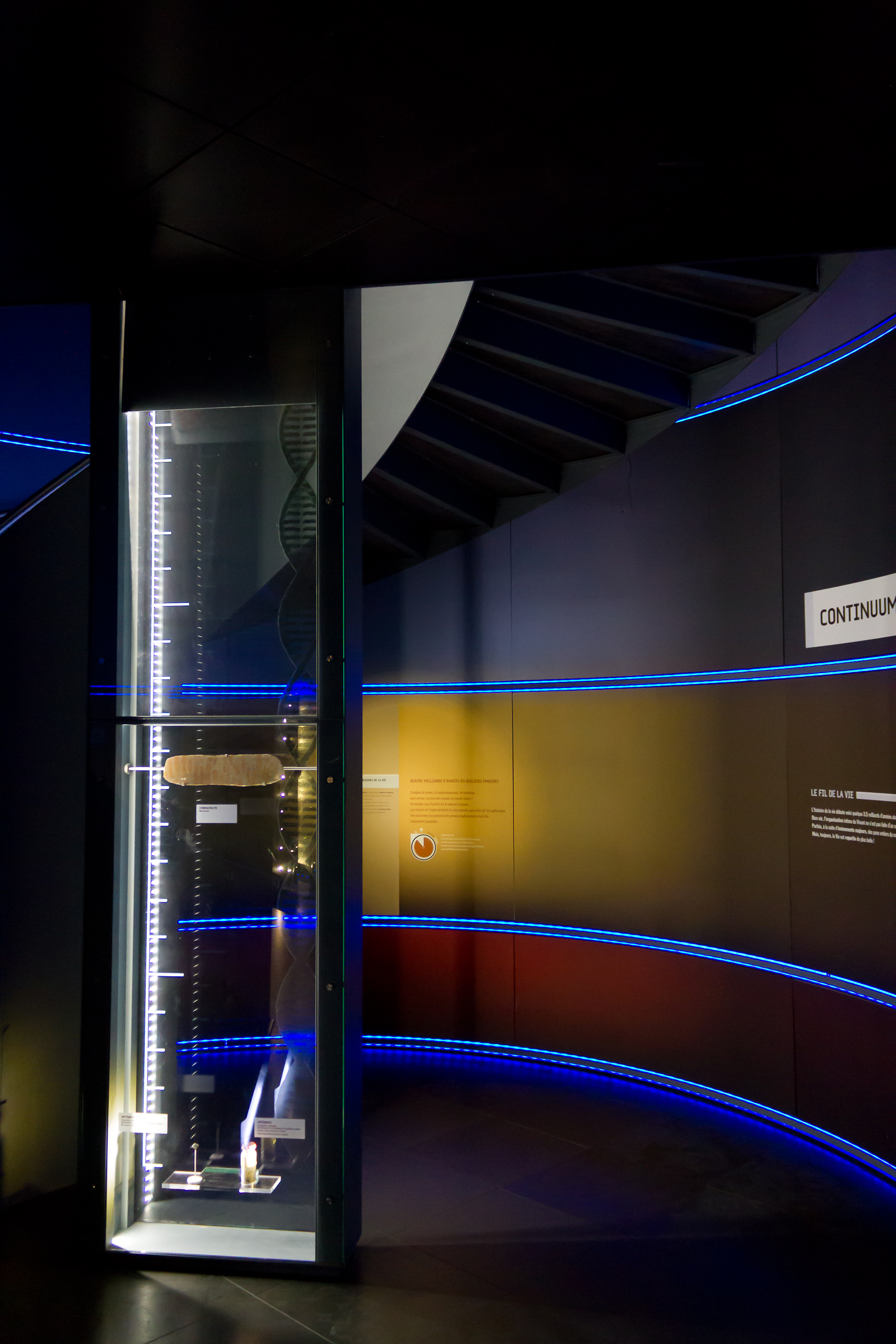

图卢兹博物馆 (Muséum d'Histoire Naturelle de la ville de Toulouse，簡稱MHNT) 是法国图卢兹的自然历史博物馆。它收藏了超过2.5万件，拥有约3,000平方（32,000平方英尺）的展览空间。 它的索引植物标本室代码是TLM。 

## 收藏品
本节提供示例来说明图卢兹博物馆每个不同藏品的内容。

### 史前史
史前收藏品主要包括在法国出土的文物，以及来自欧洲其他地区和其他大陆的比较材料。著名的收藏家包括安托萬·梅耶 (1866–1936)等。

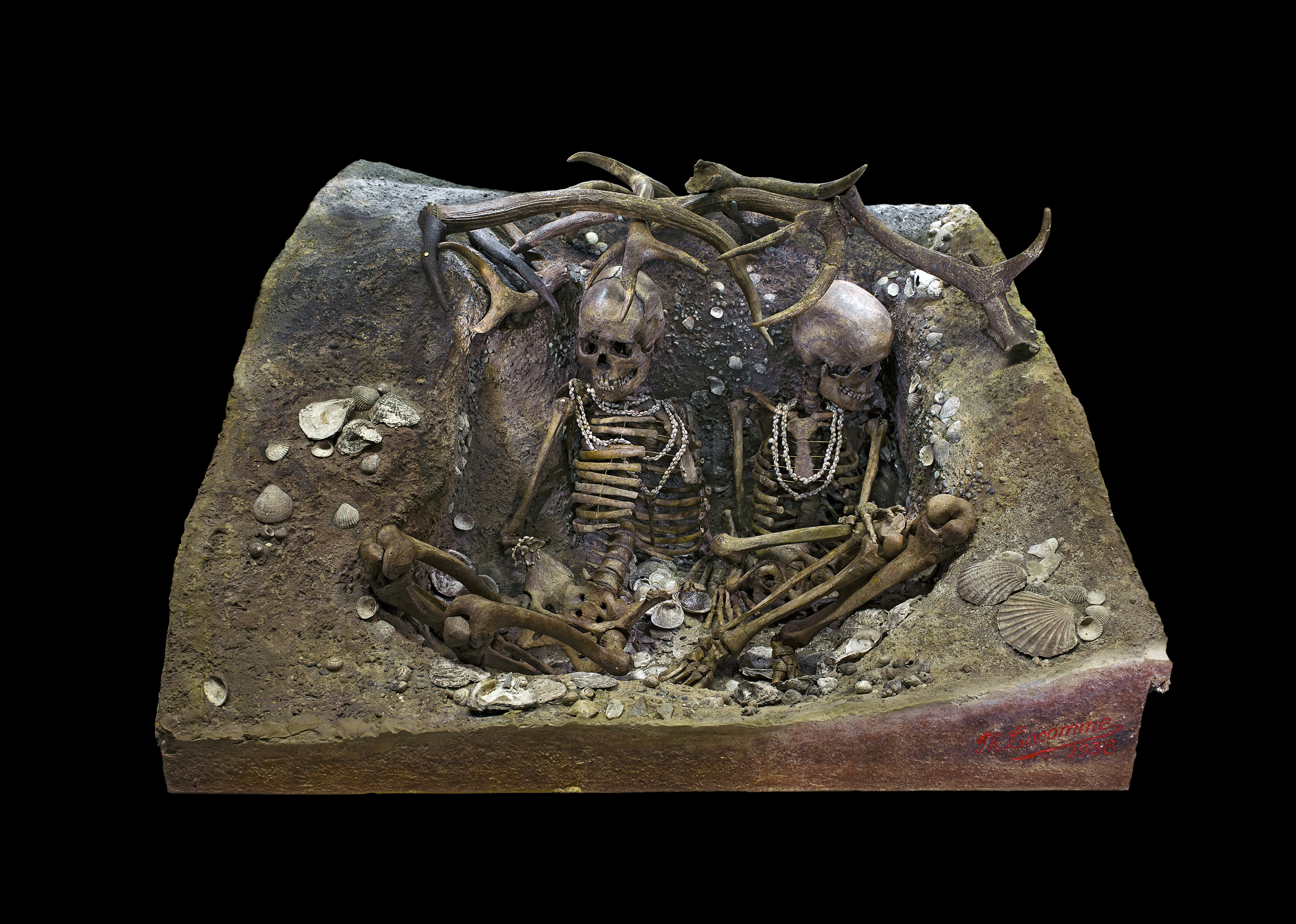
来自布列塔尼Téviec的中石器时代墓葬
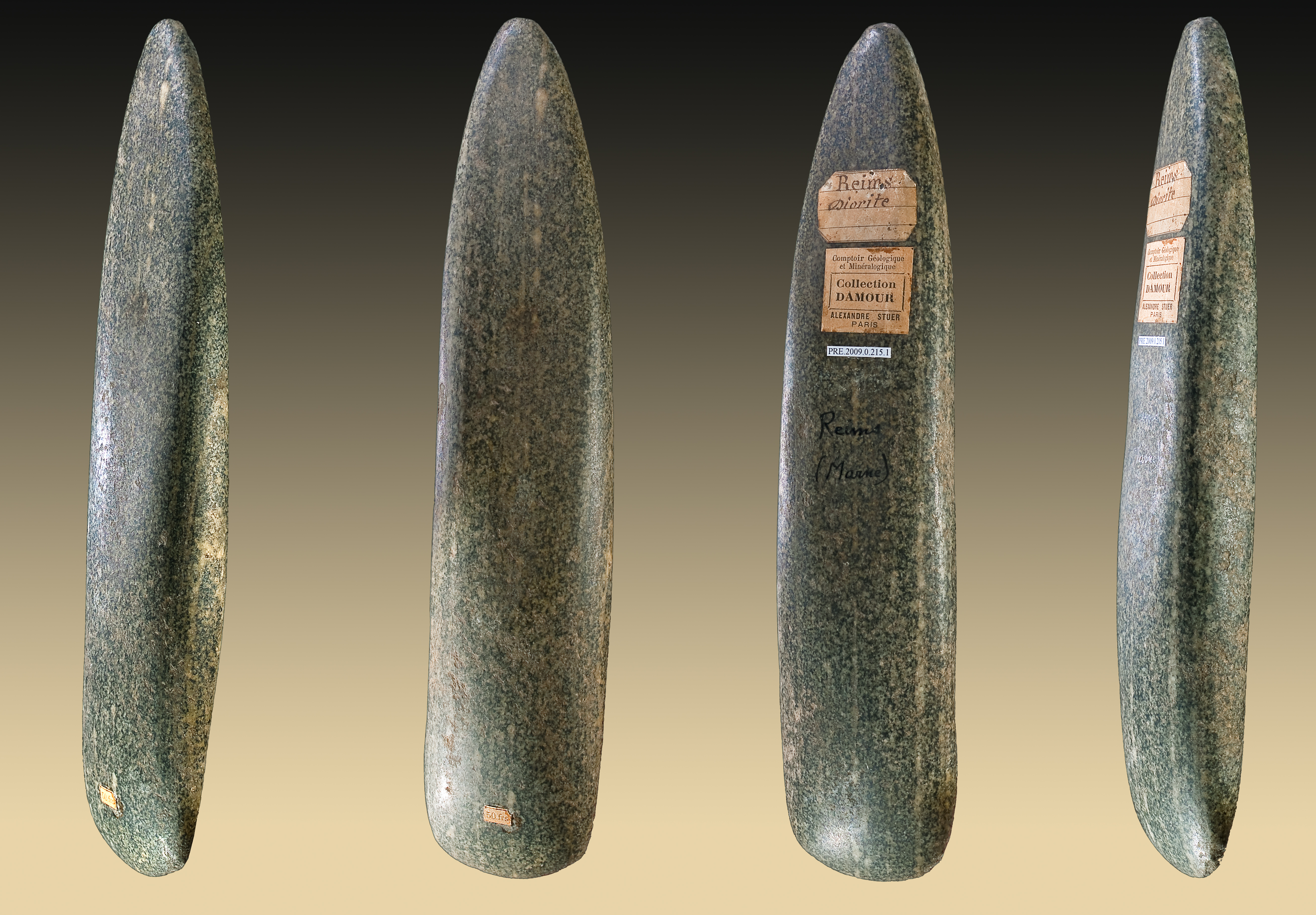
来自法國蘭斯的抛光新石器时代斧
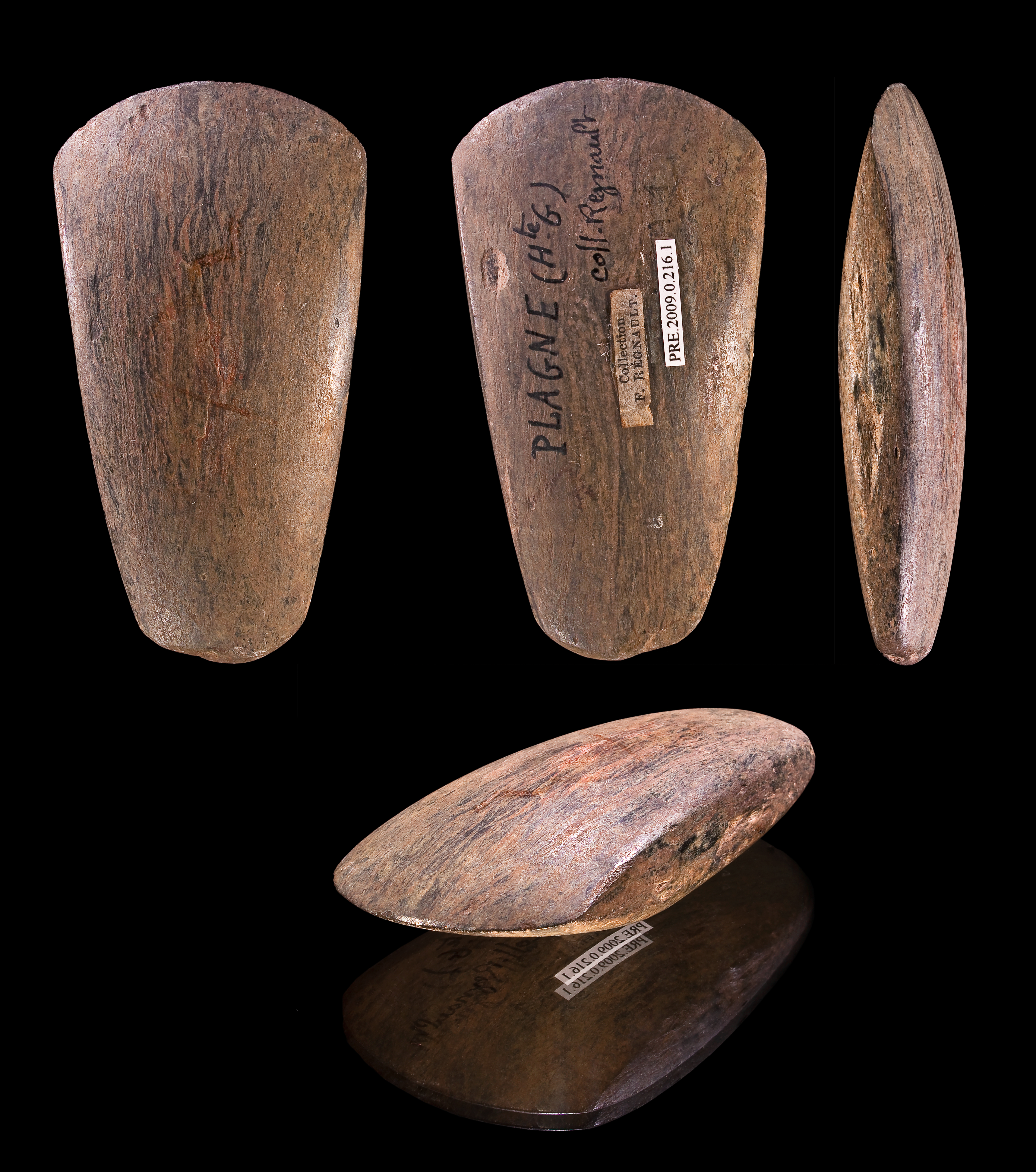
來自普拉涅的抛光新石器时代斧头
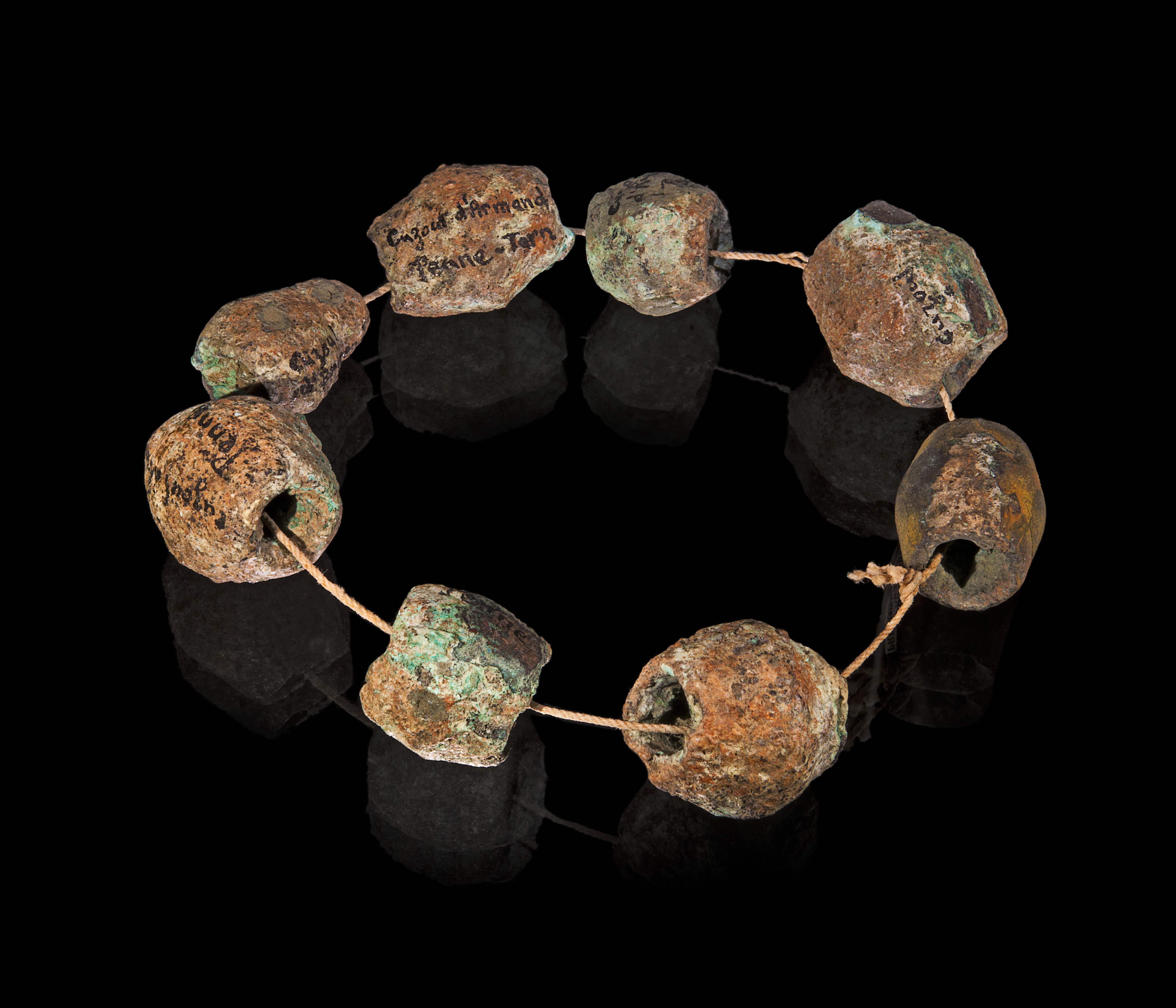
全新世青铜时代的青铜珠项链

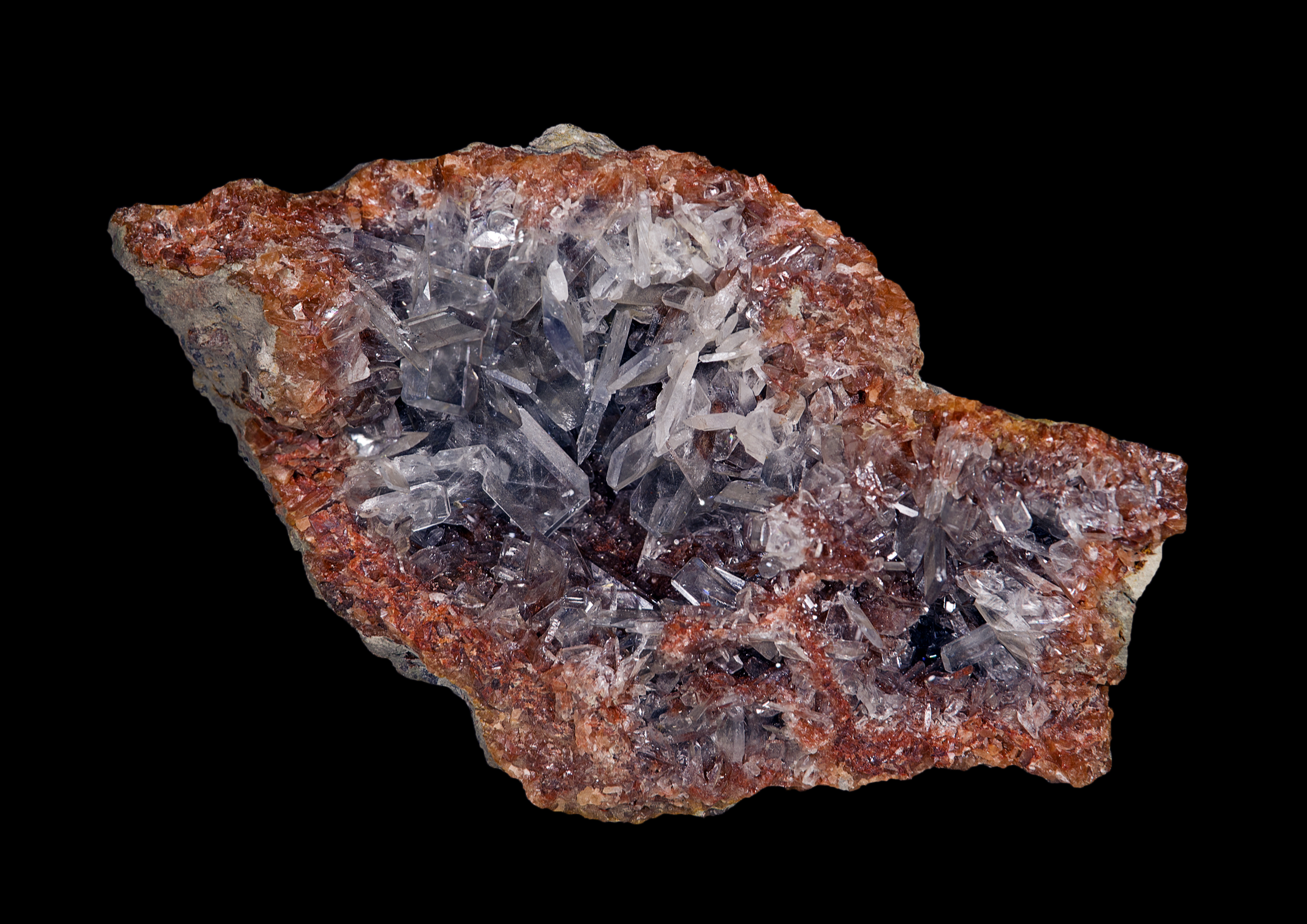
天青石 - 土库曼
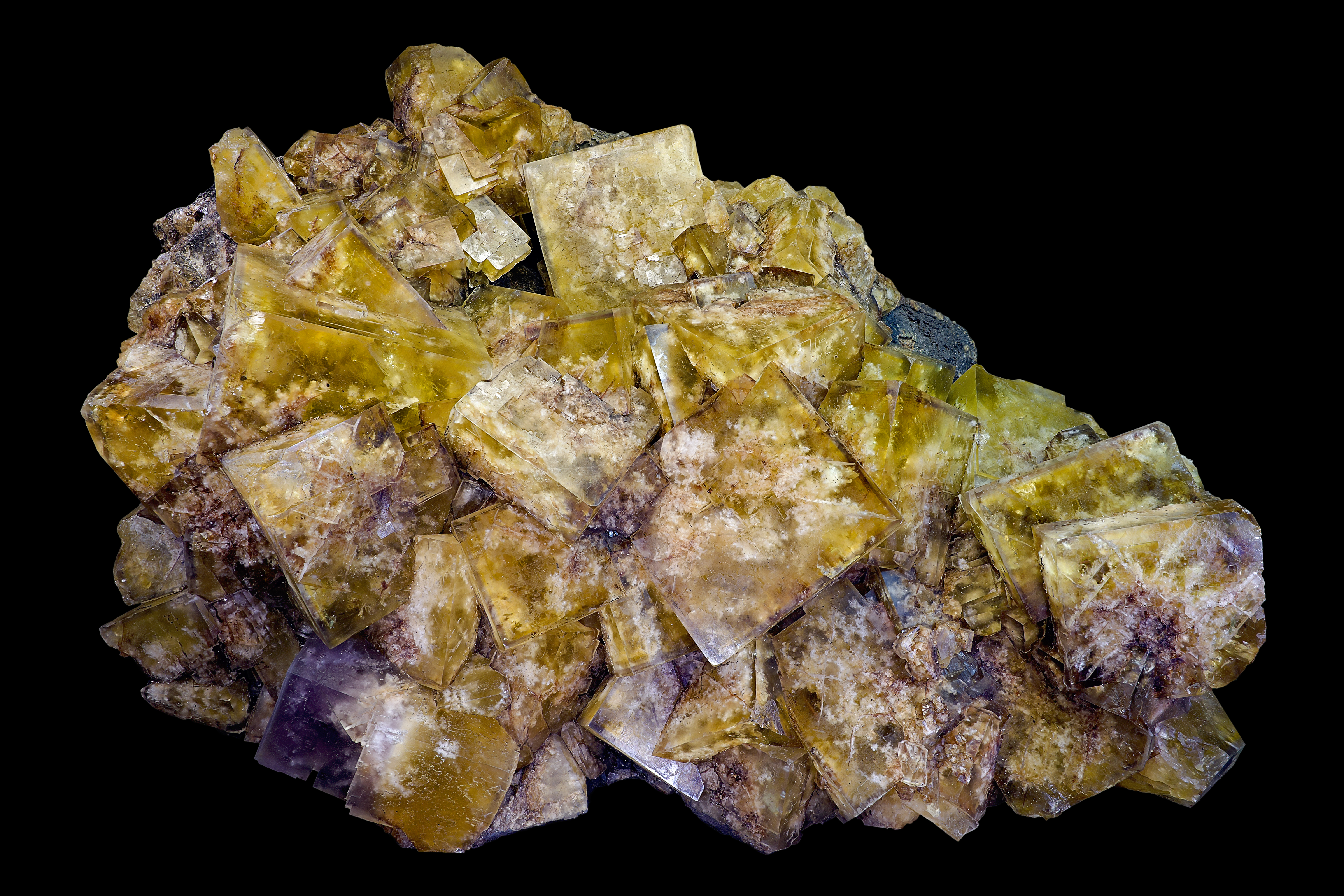
萤石- 法国
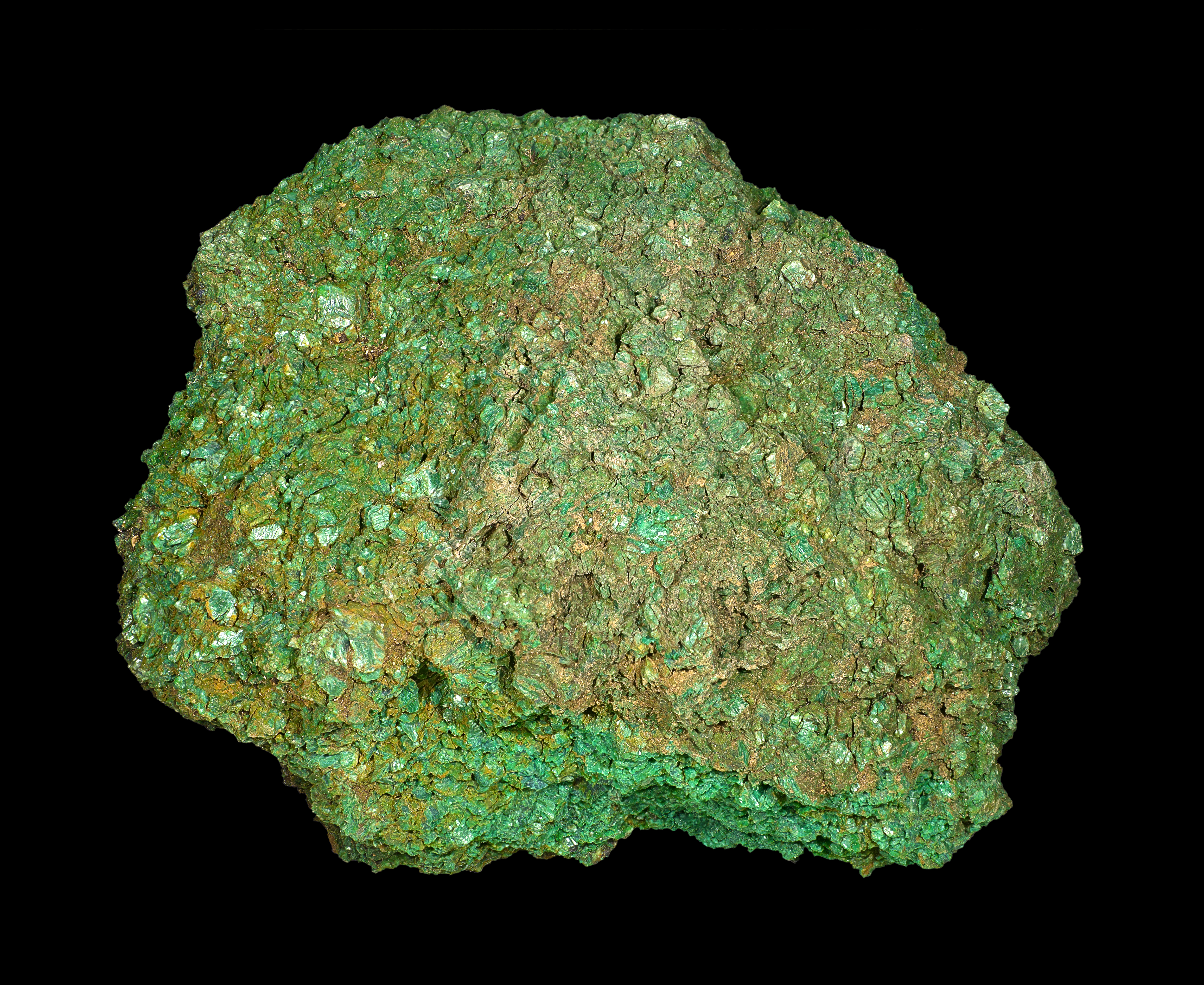
鎳蛇紋石  - 新喀里多尼亚
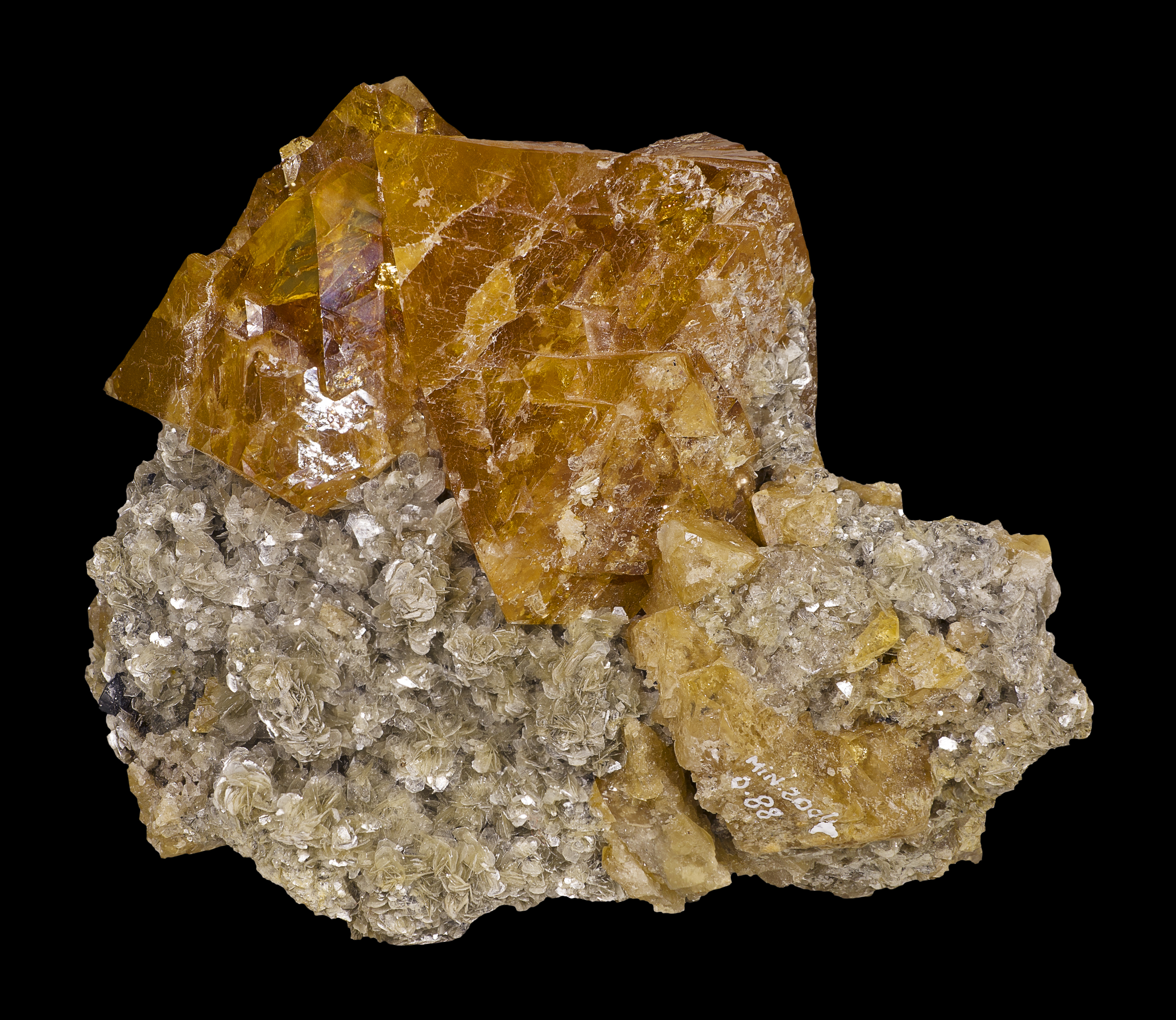
白钨矿- 中国
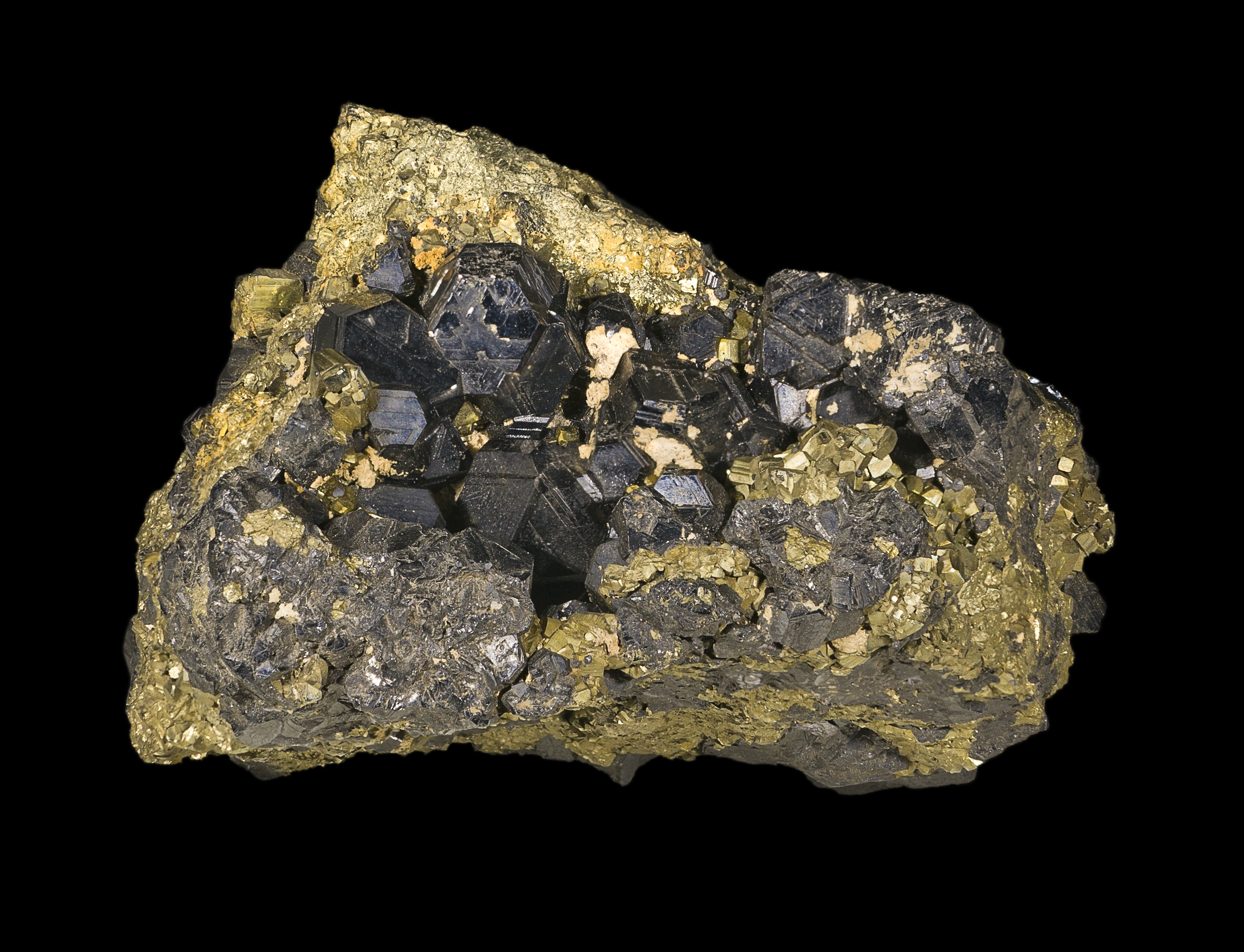
闪锌矿- 罗马尼亚

### 鸟类学

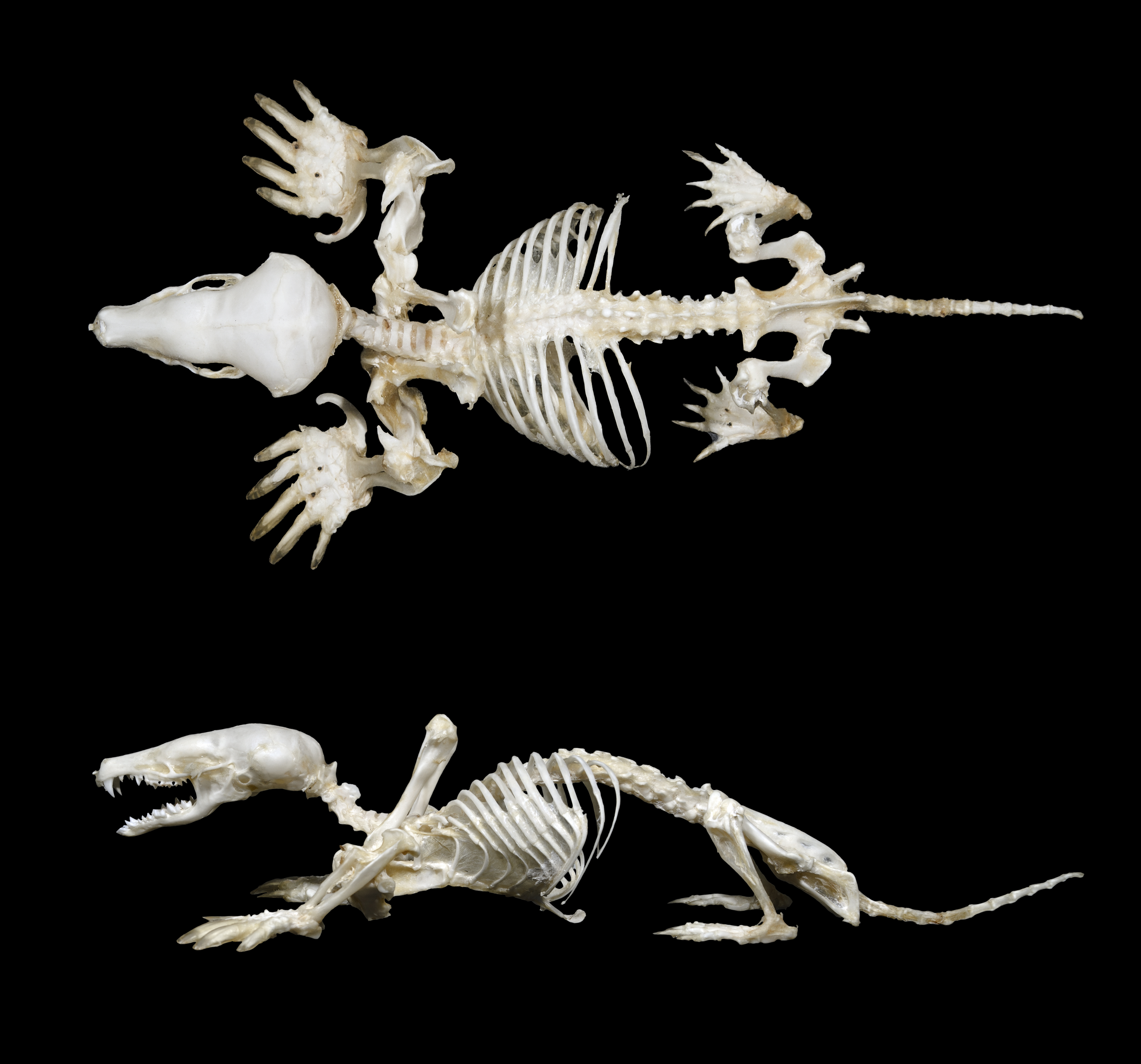
欧洲鼹鼠
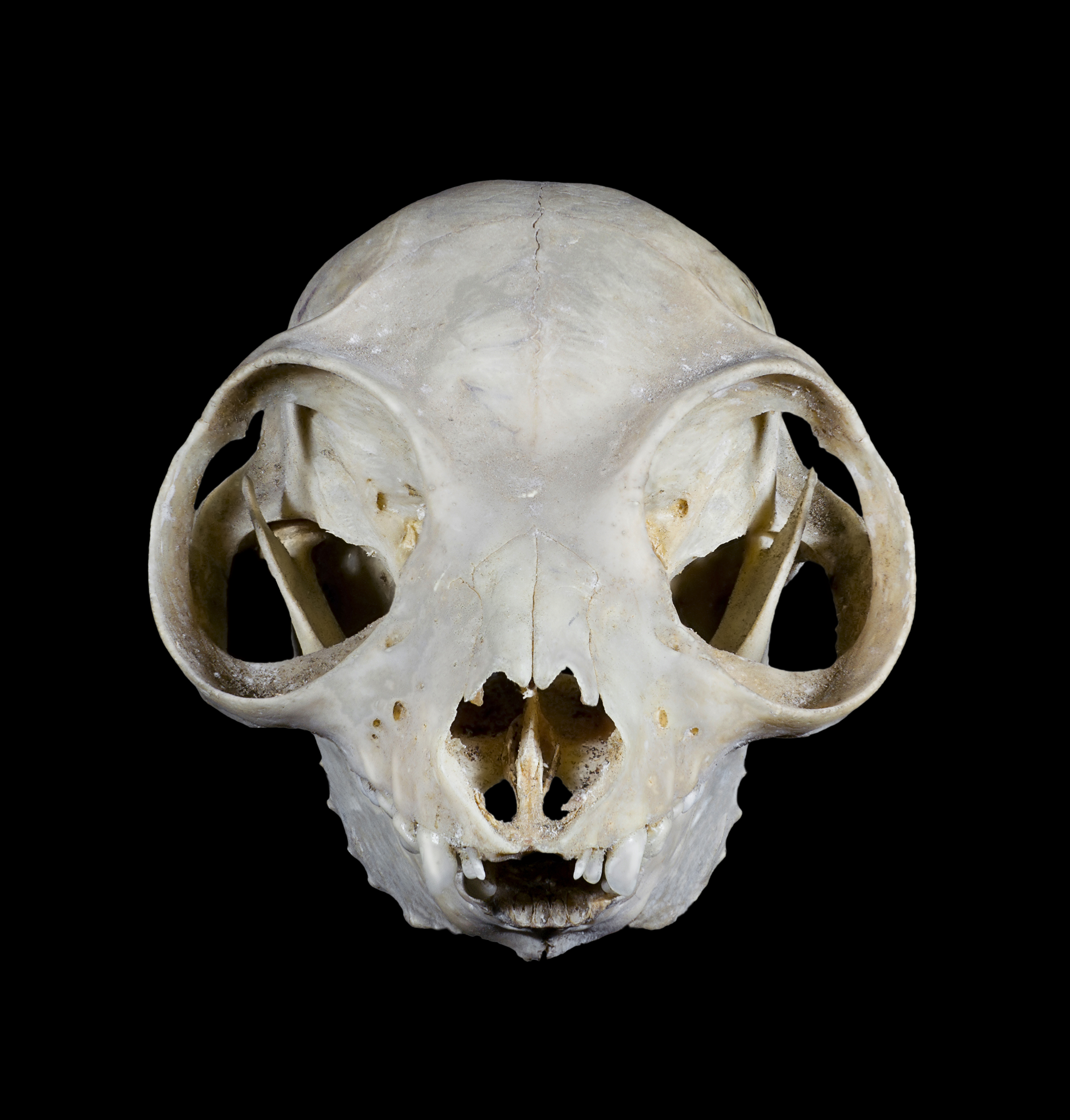
东方毛狐猴
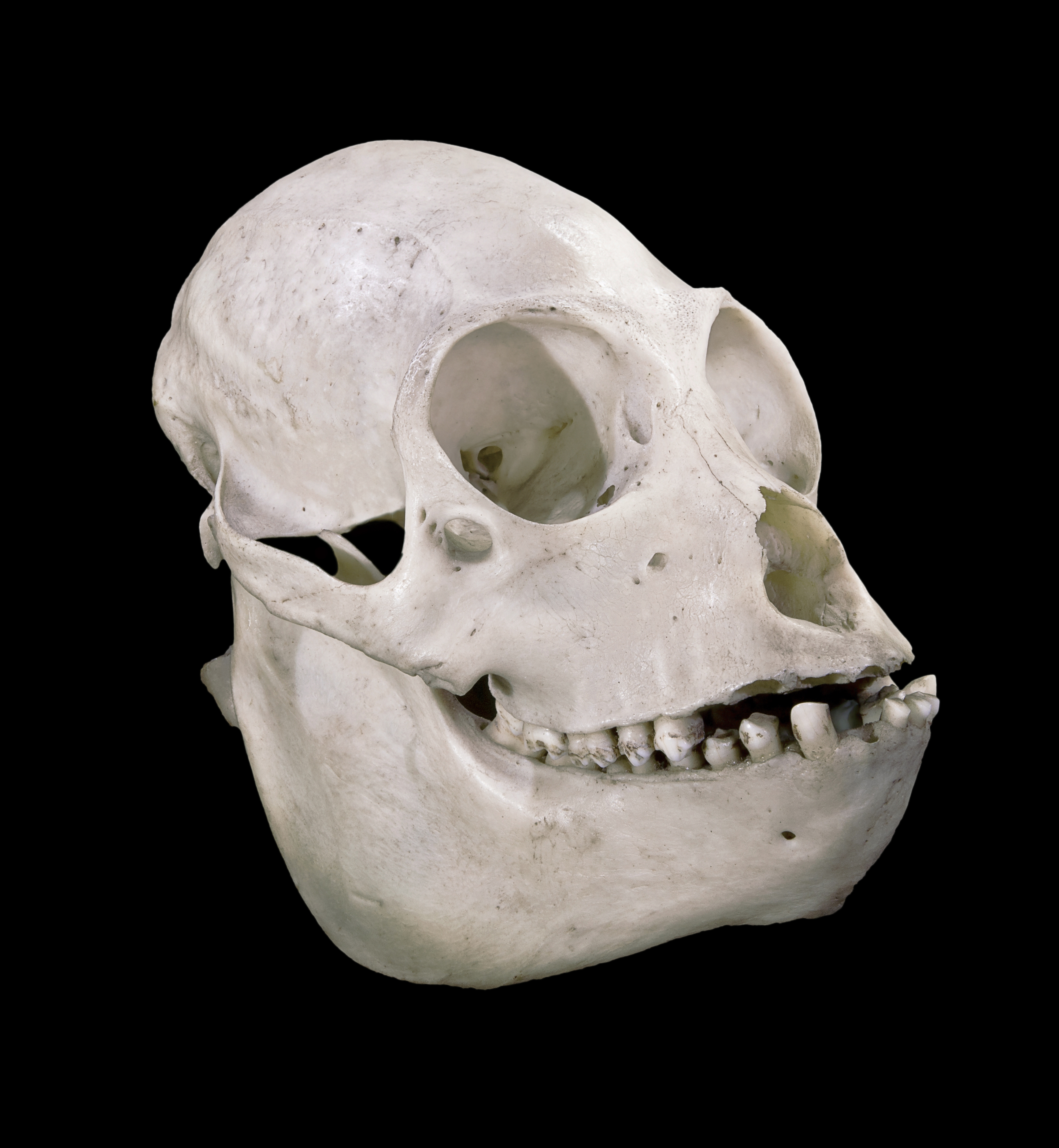
红吼猴
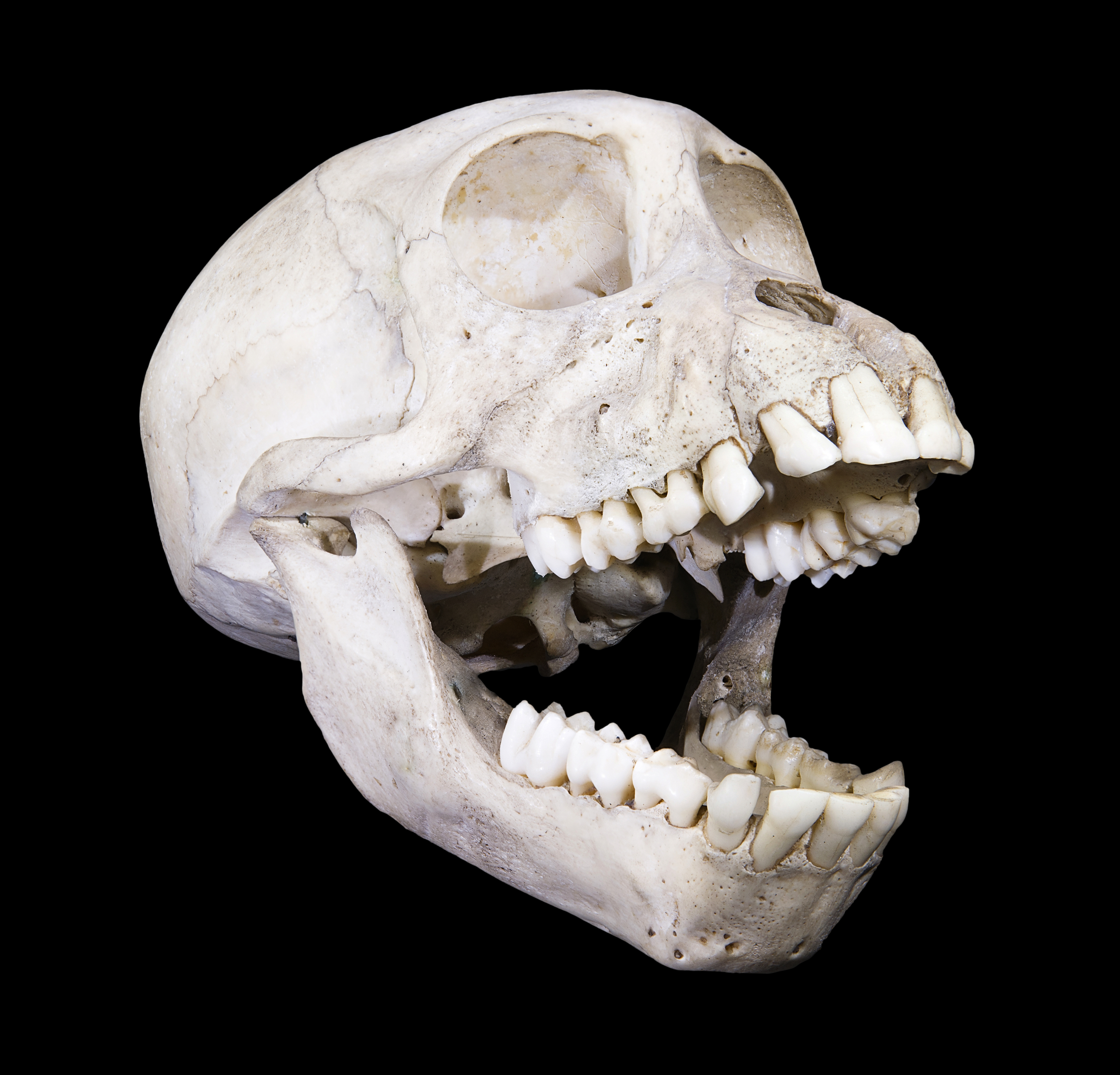
草原狒狒

- 博物館的鸟类收藏包含30,000多个标本，其中20,000个是鸡蛋，同時包括大约8,500个鸟標本和1,500个科学鸟皮。其他鸟类物品是大约2,000个骨骼和头骨以及5,300个鸡蛋。收藏集中在欧洲，尤其是法国，但也有外来物种。大多数都记录在卡片或计算机系统上。
- 維克多·貝索塞爾的鸟类標本收藏品拥有5,000个标本，是欧洲最重要的历史收藏品之一。
- 其他代表收藏家有 R. Bourret、G. Cossaune、M. Gourdon、Hammonville、A. Lacroix 和 Reboussin。

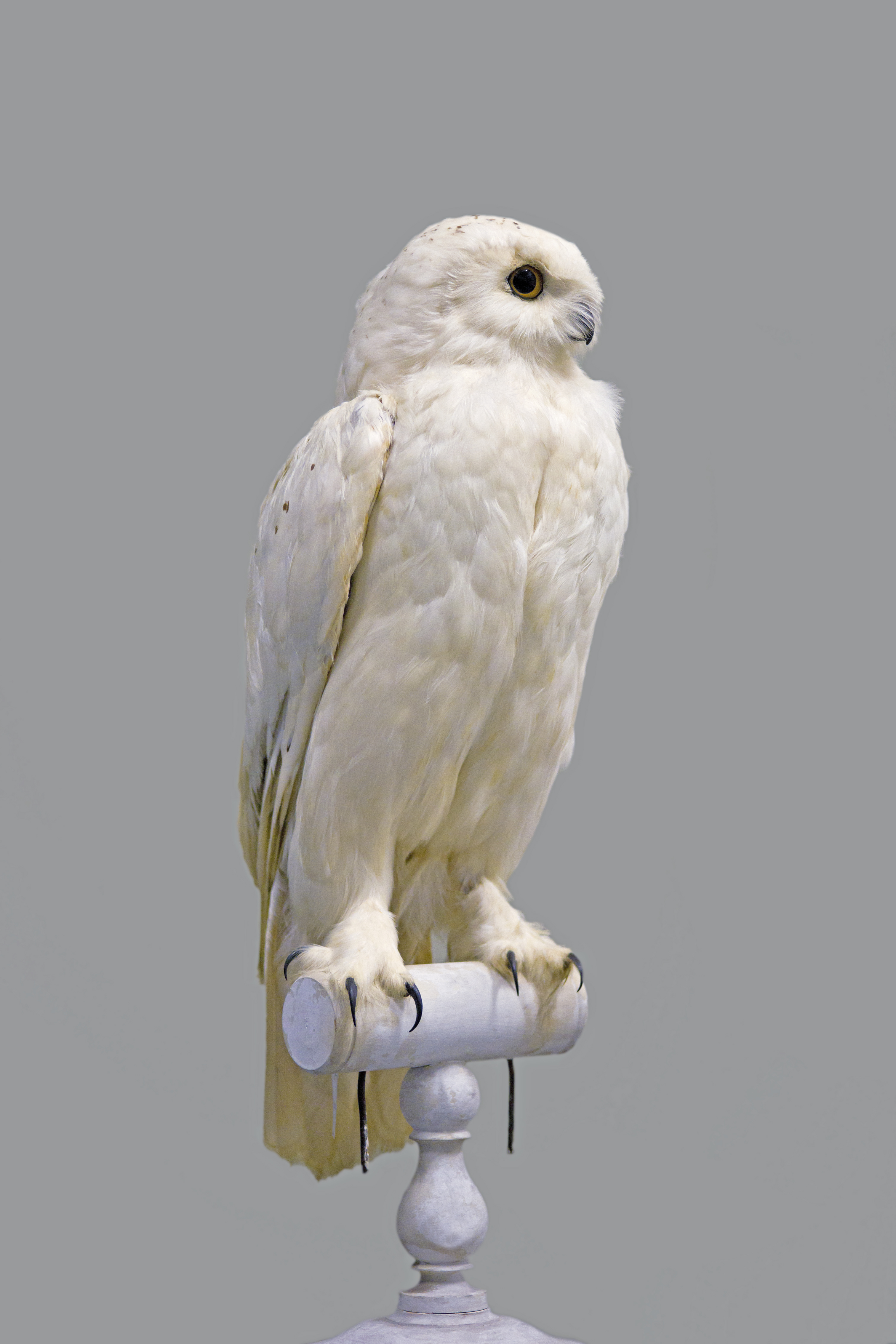
雪鸮：博物馆中最古老的鳥標本，多德先生于1807年收藏
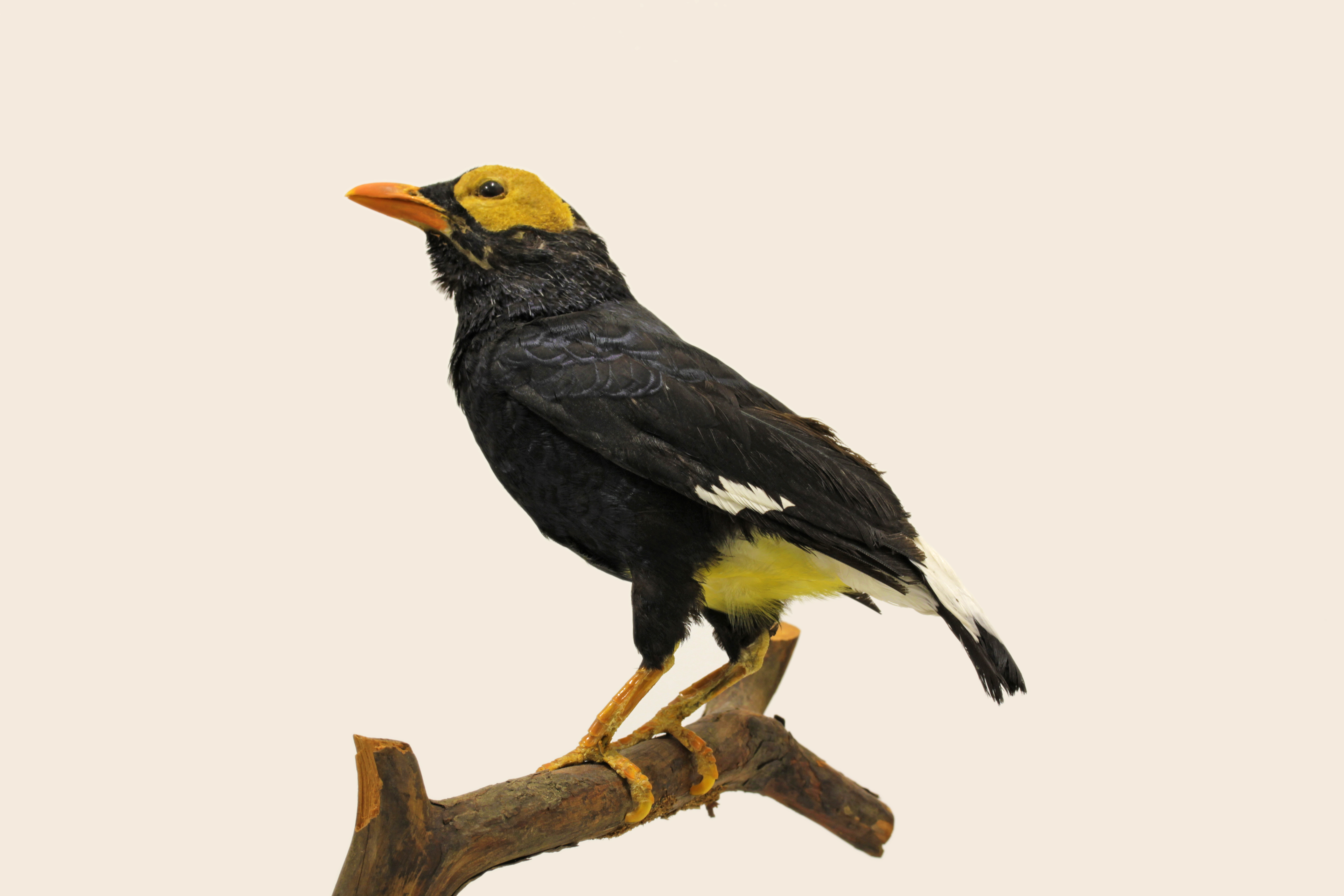
黃臉樹八哥
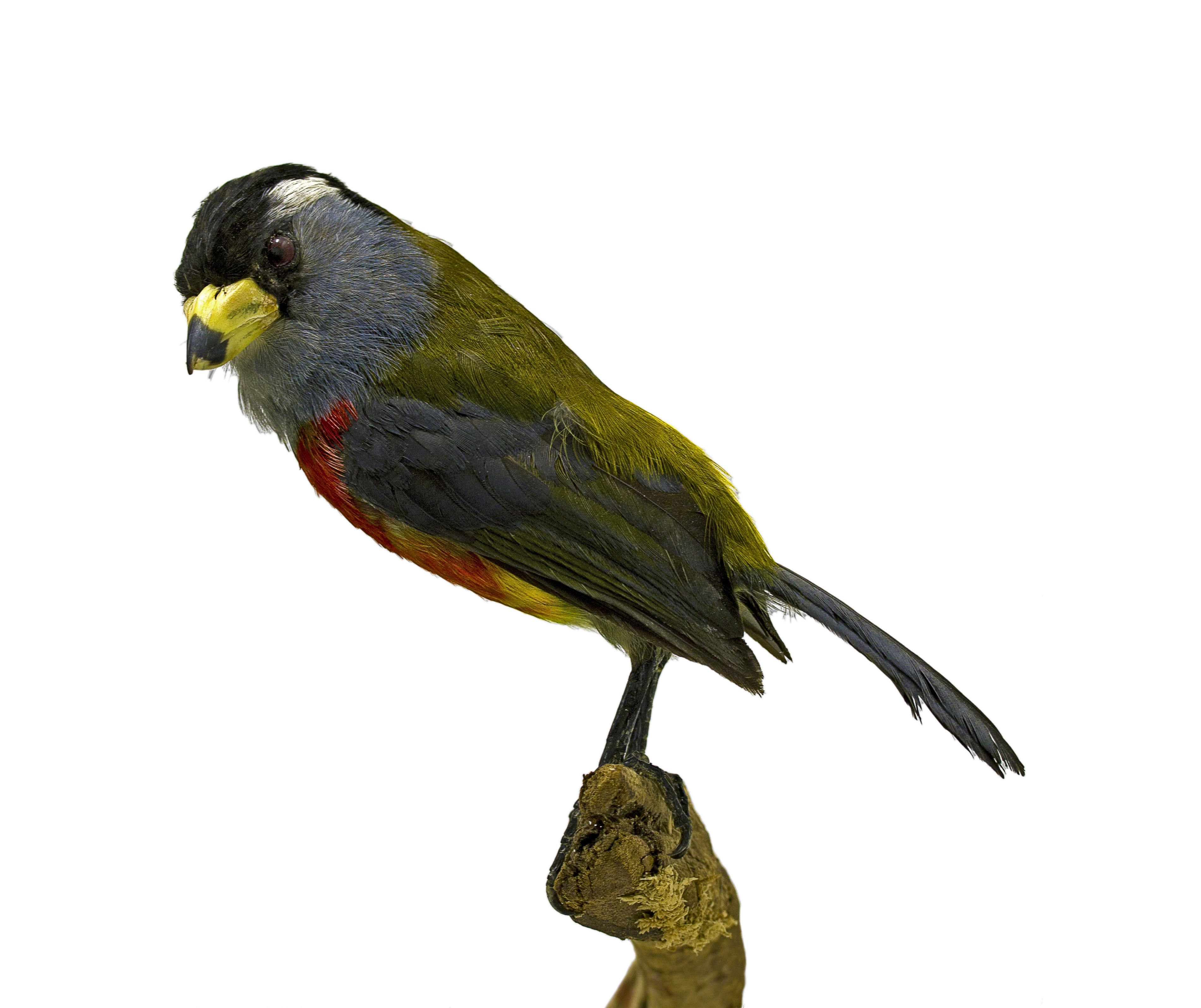
巨嘴擬鴷

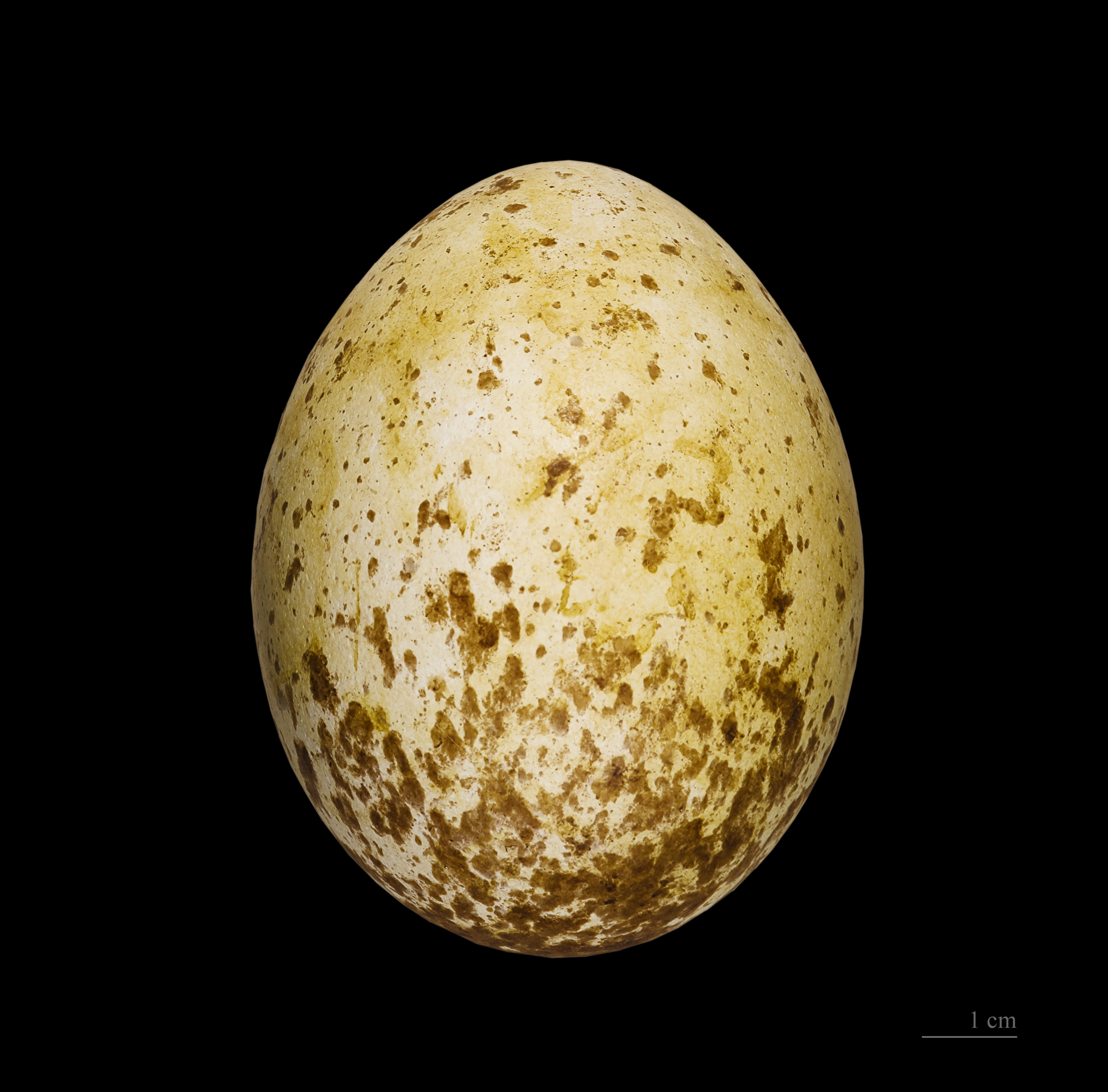
楔尾雕蛋
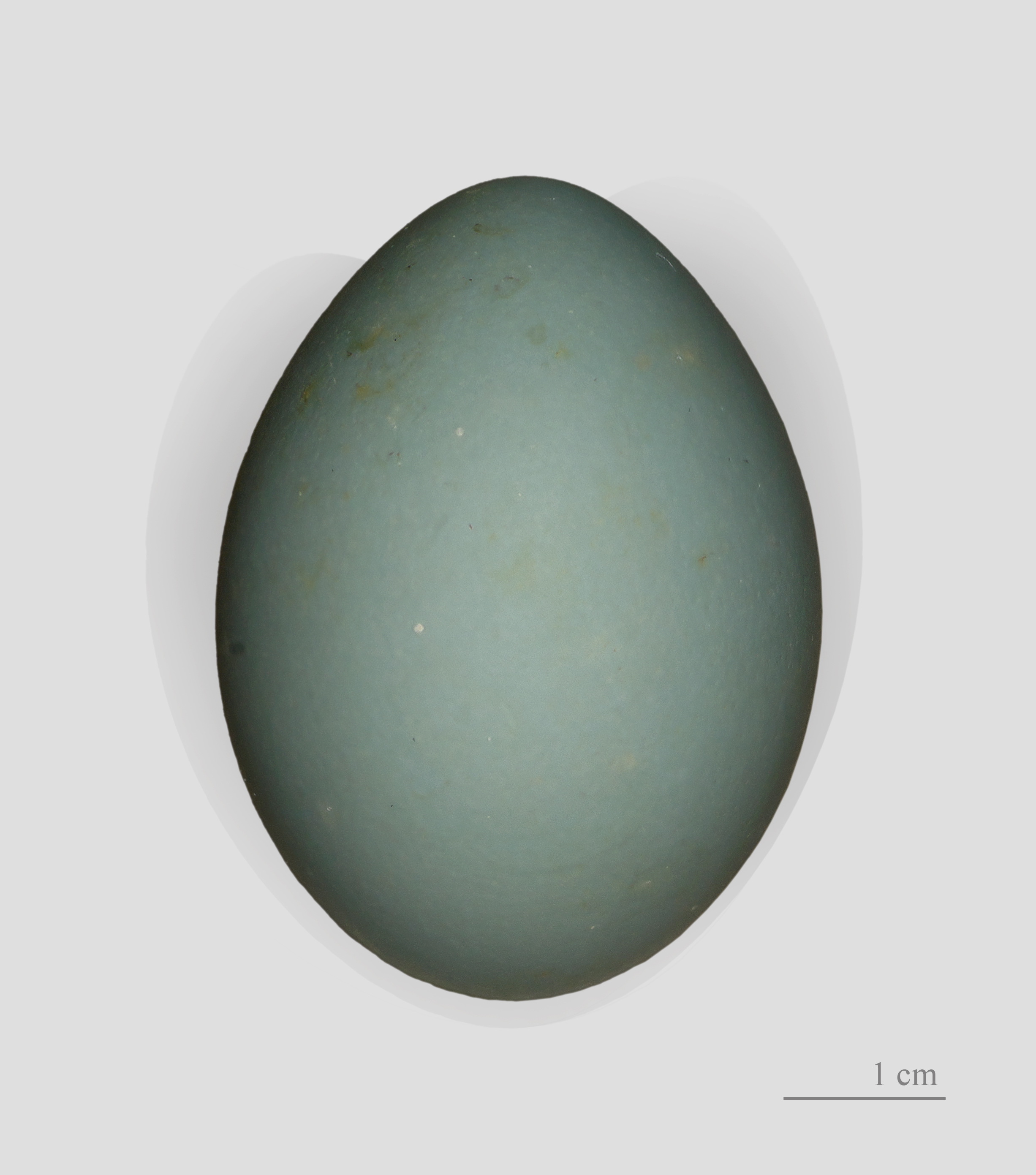
小白鹭蛋
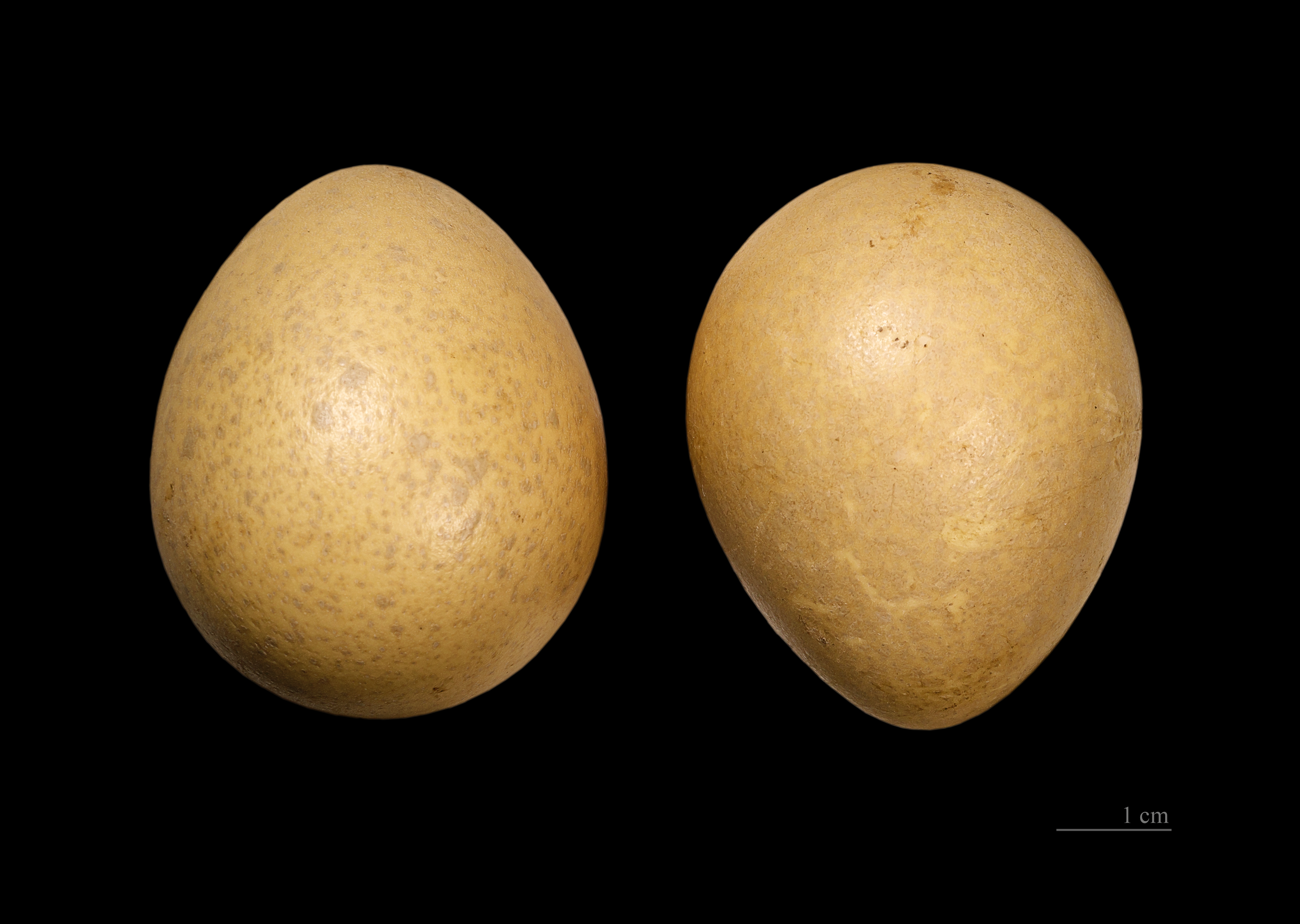
普通珠鸡蛋
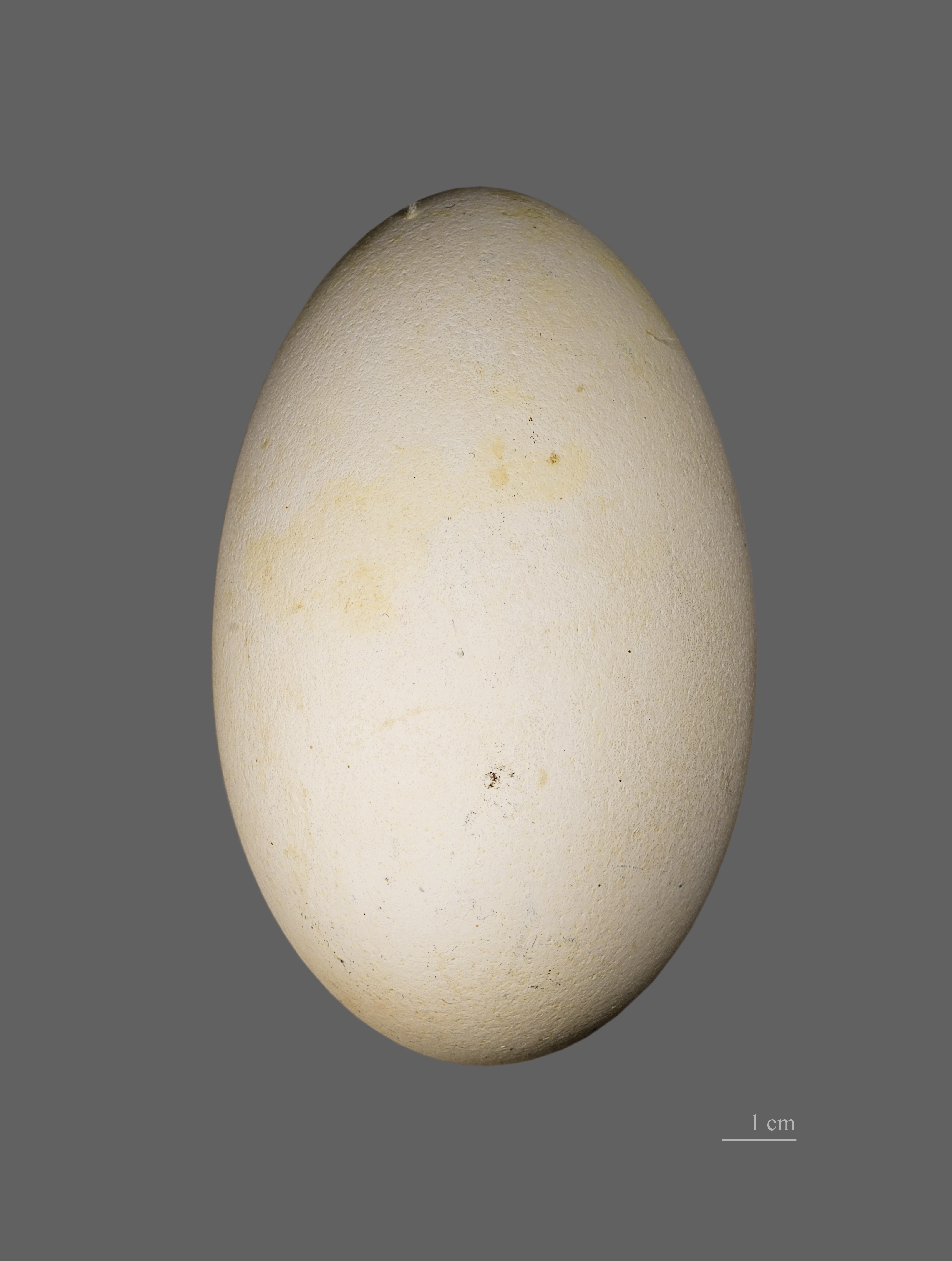
南方巨海燕蛋
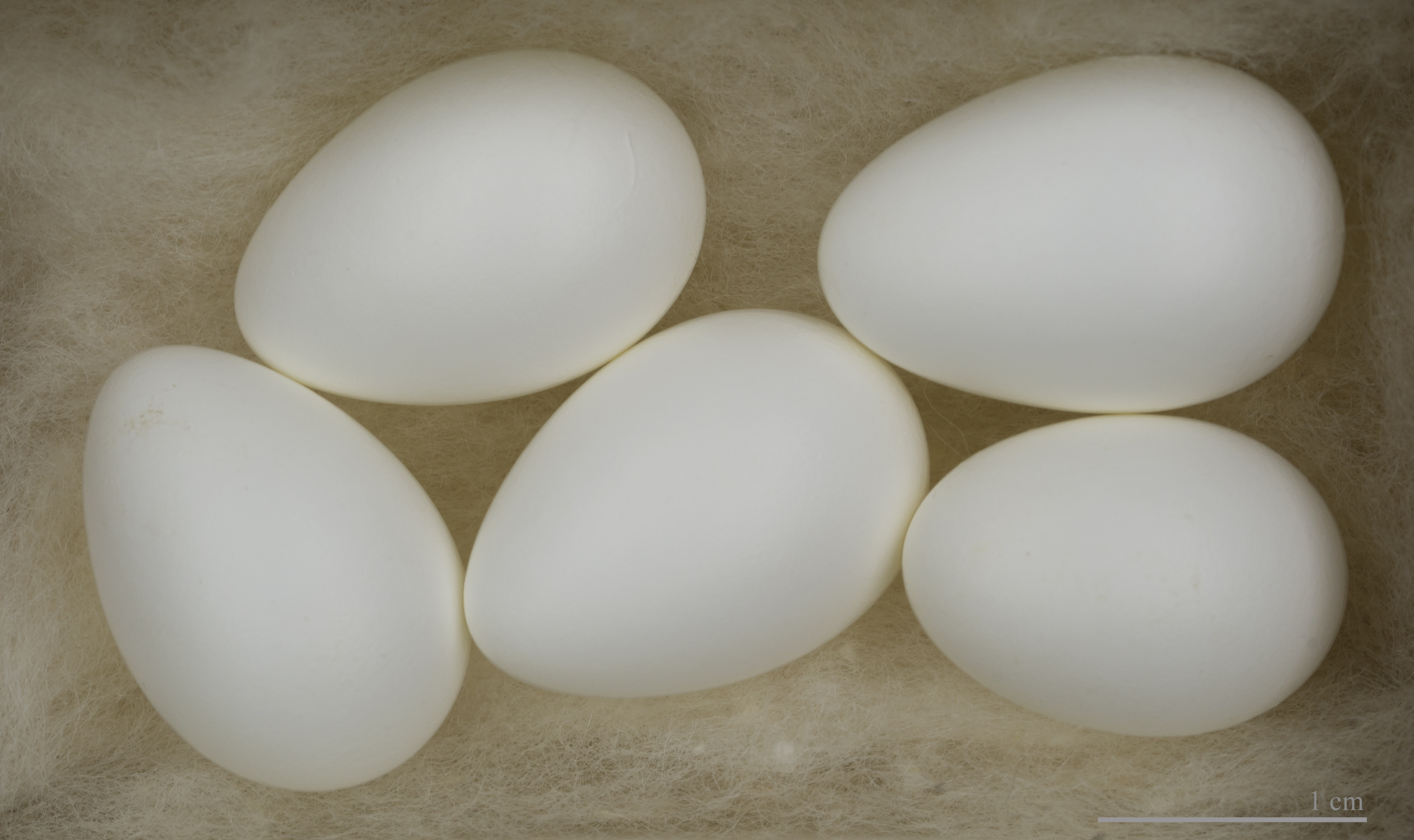
毛腳燕的巢
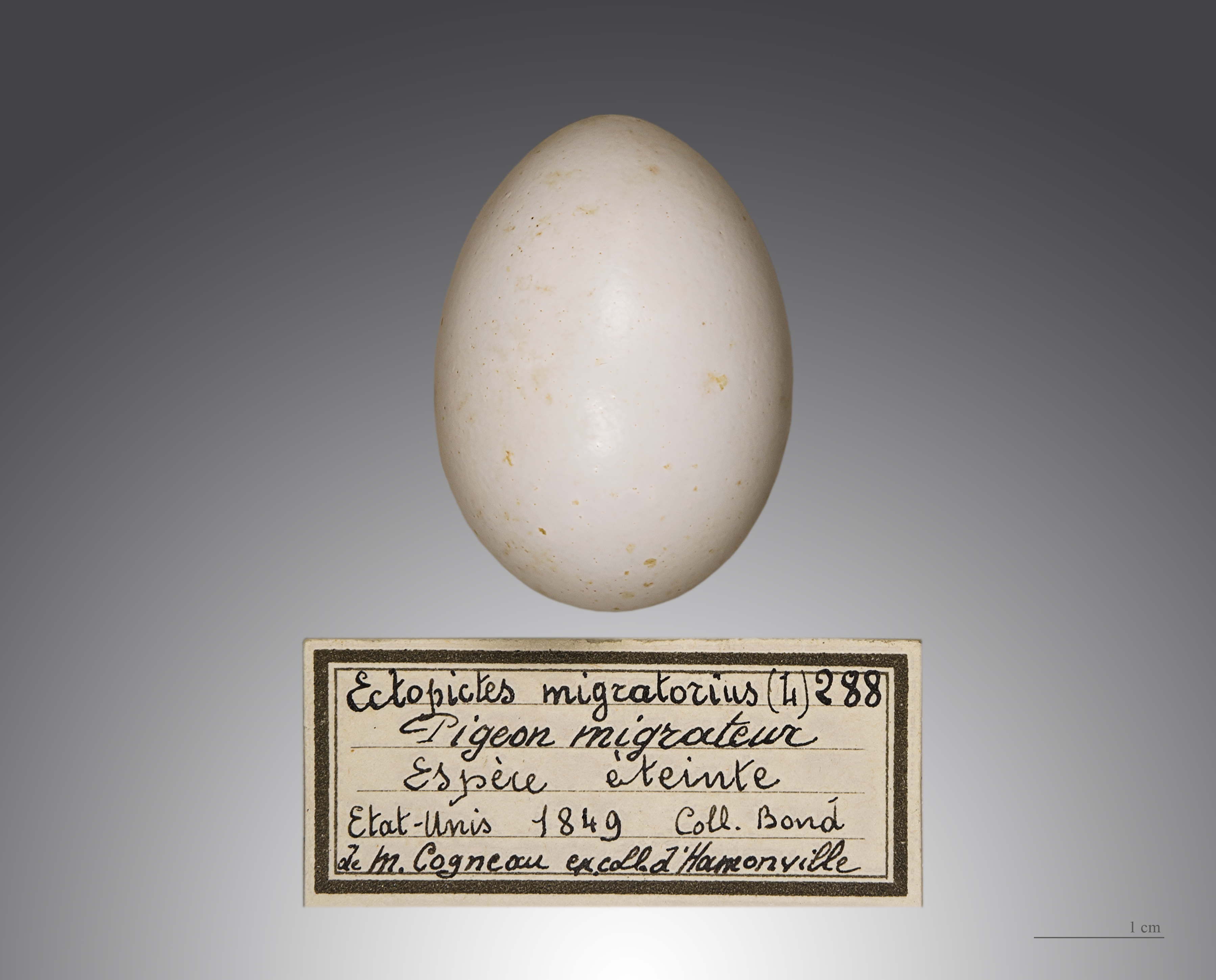
旅鸽蛋

- 欧洲鼹鼠
- 东方毛狐猴
- 红吼猴
- 草原狒狒

### 古生物学
古生物馆藏标本达数万件。它们可以追溯到古太古代到始新世。

#### 无脊椎动物

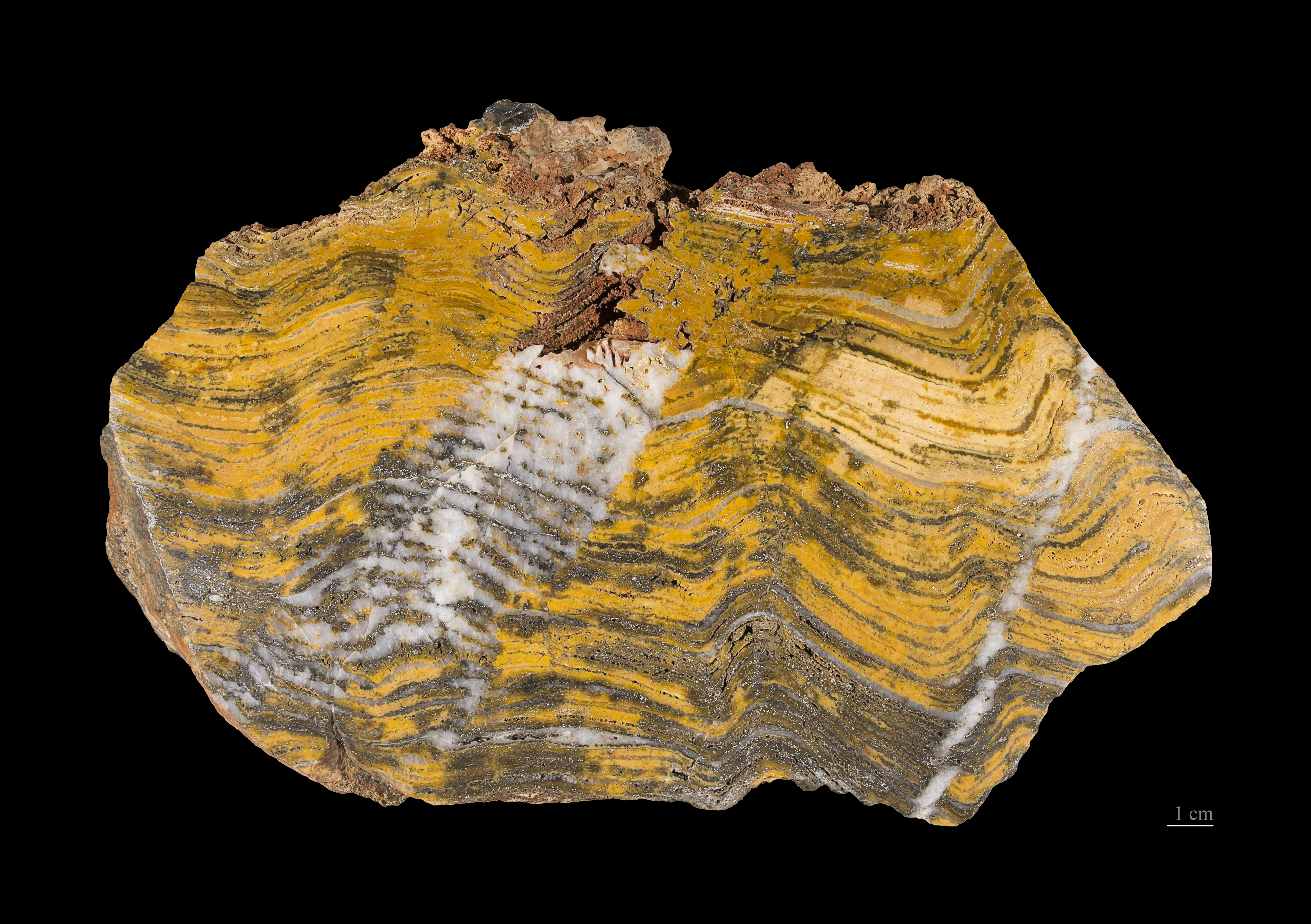
最古老的生命形式之一，古太古代时代的叠层石- 3,600到3,200百万年前 (Mya)
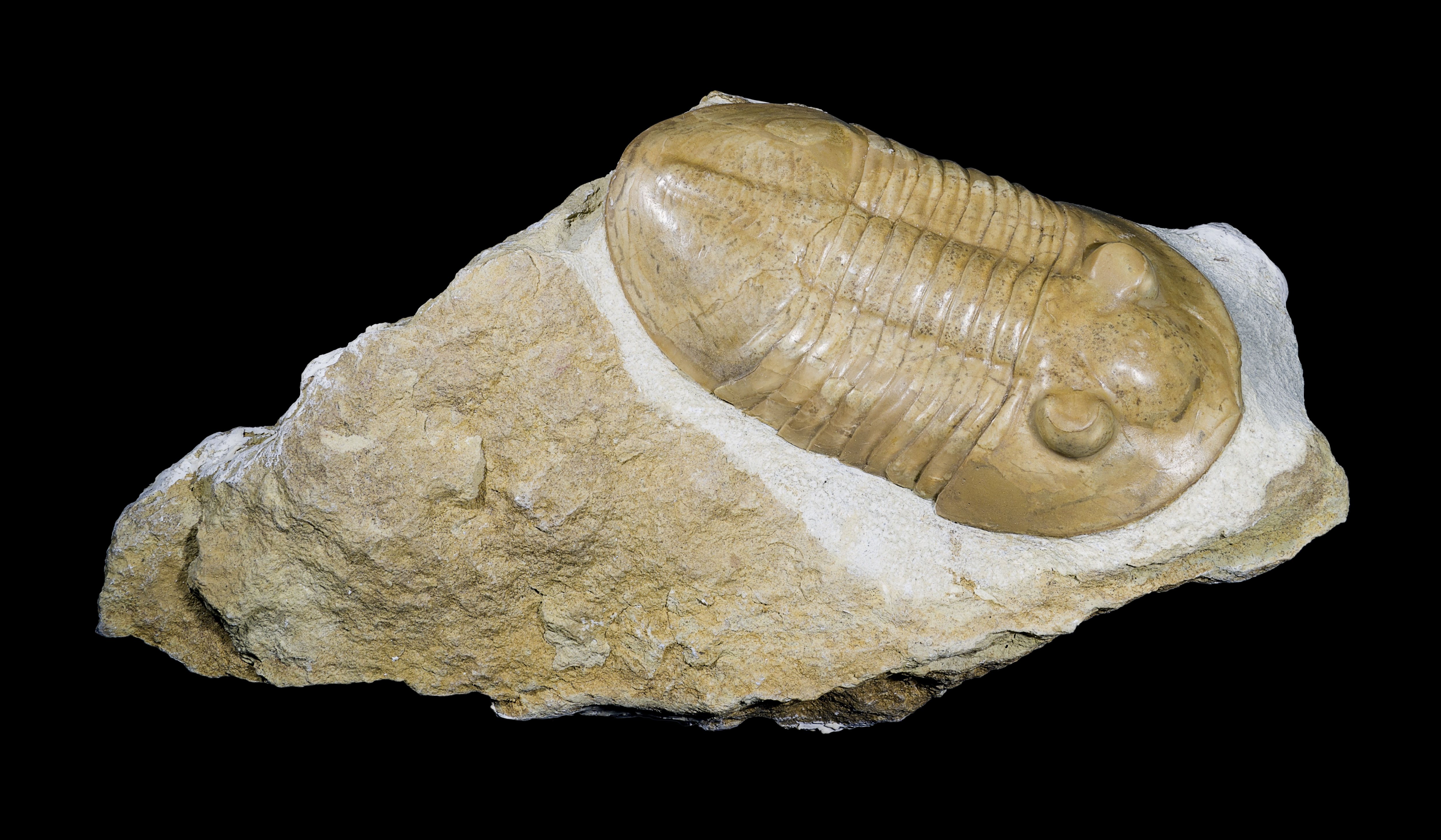
中奥陶紀三叶虫– 468至460年前 (Mya)

#### 脊椎动物

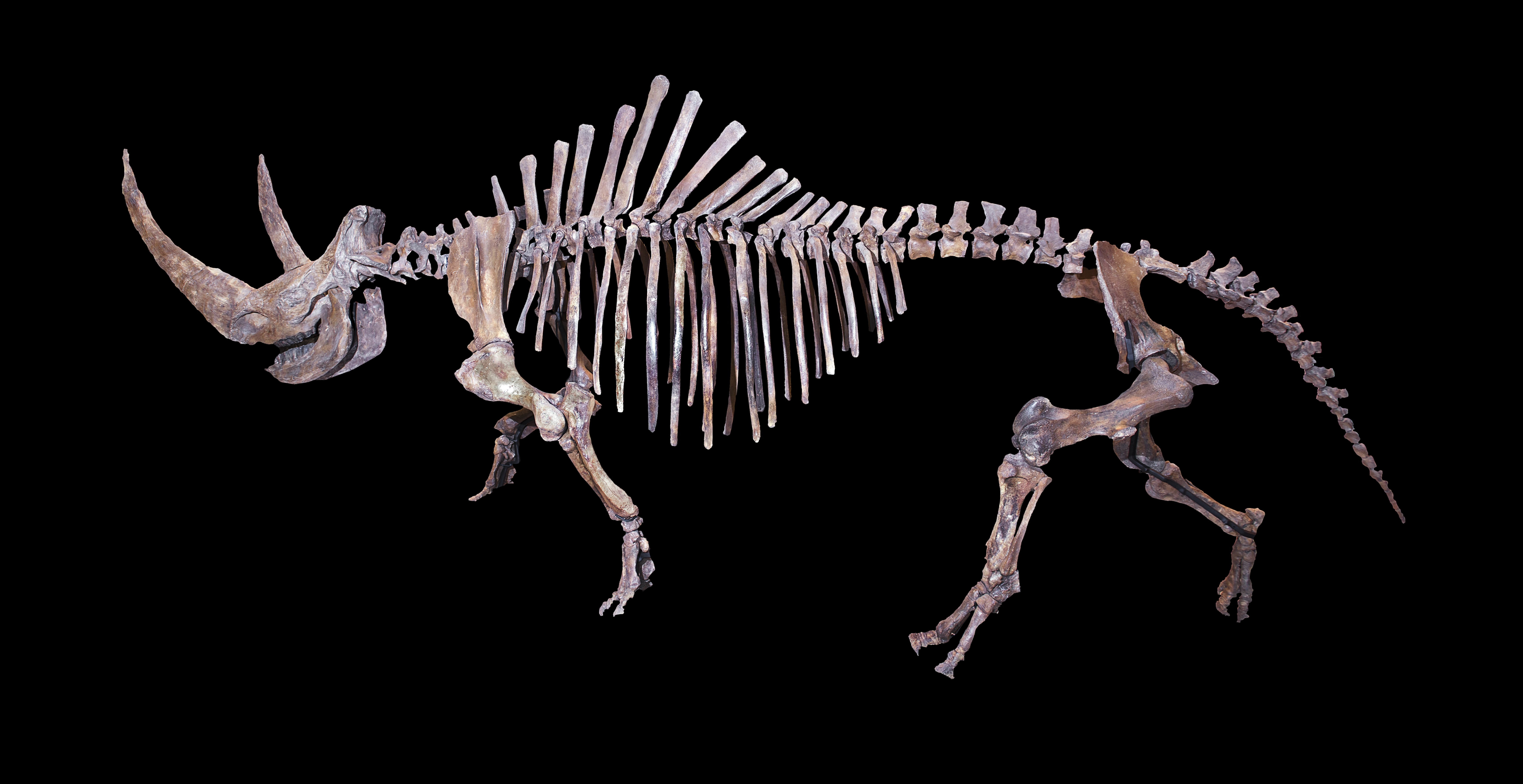
更新世时代的披毛犀完整骨架 – 370,000至10,000年前
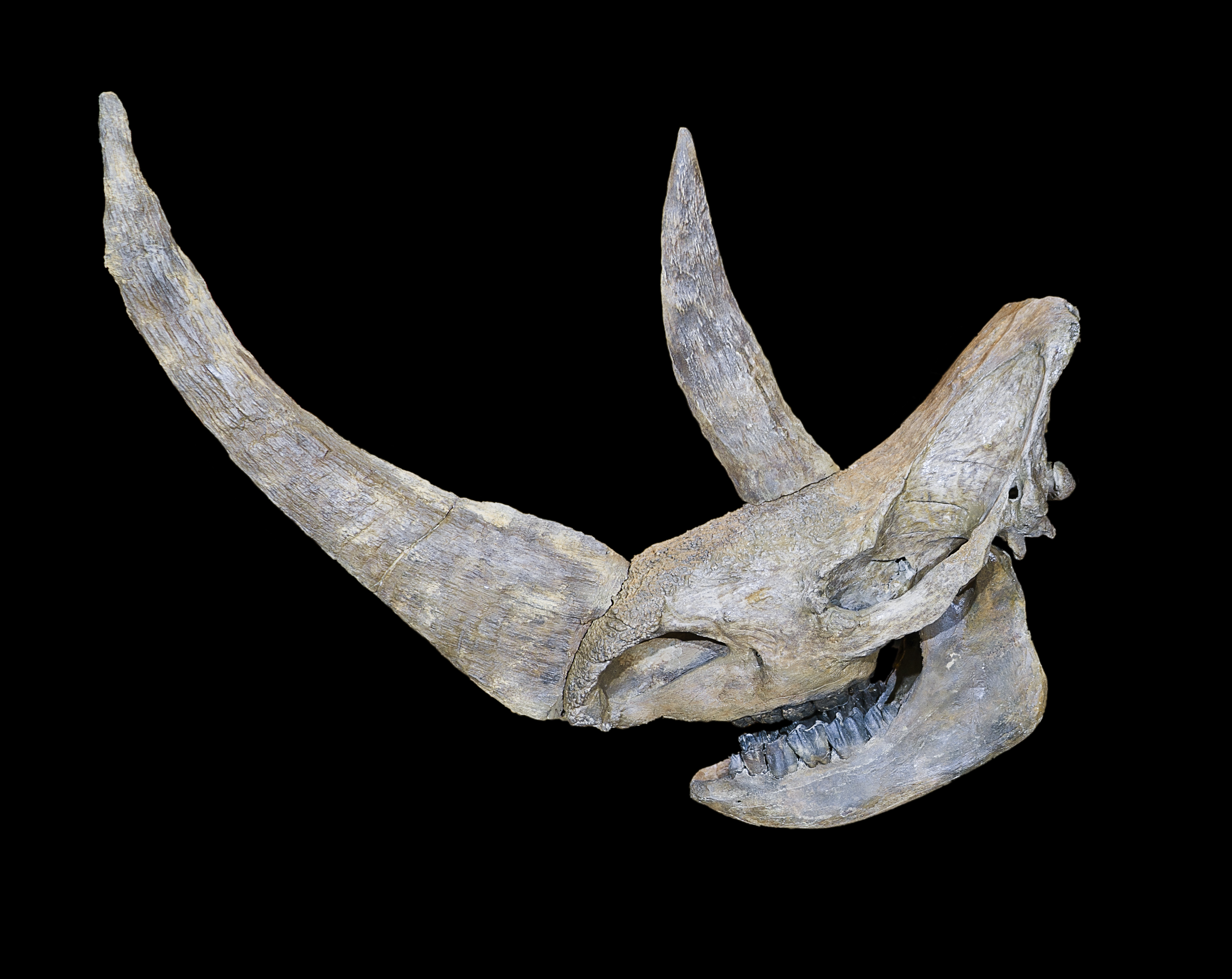
披毛犀完整的头骨
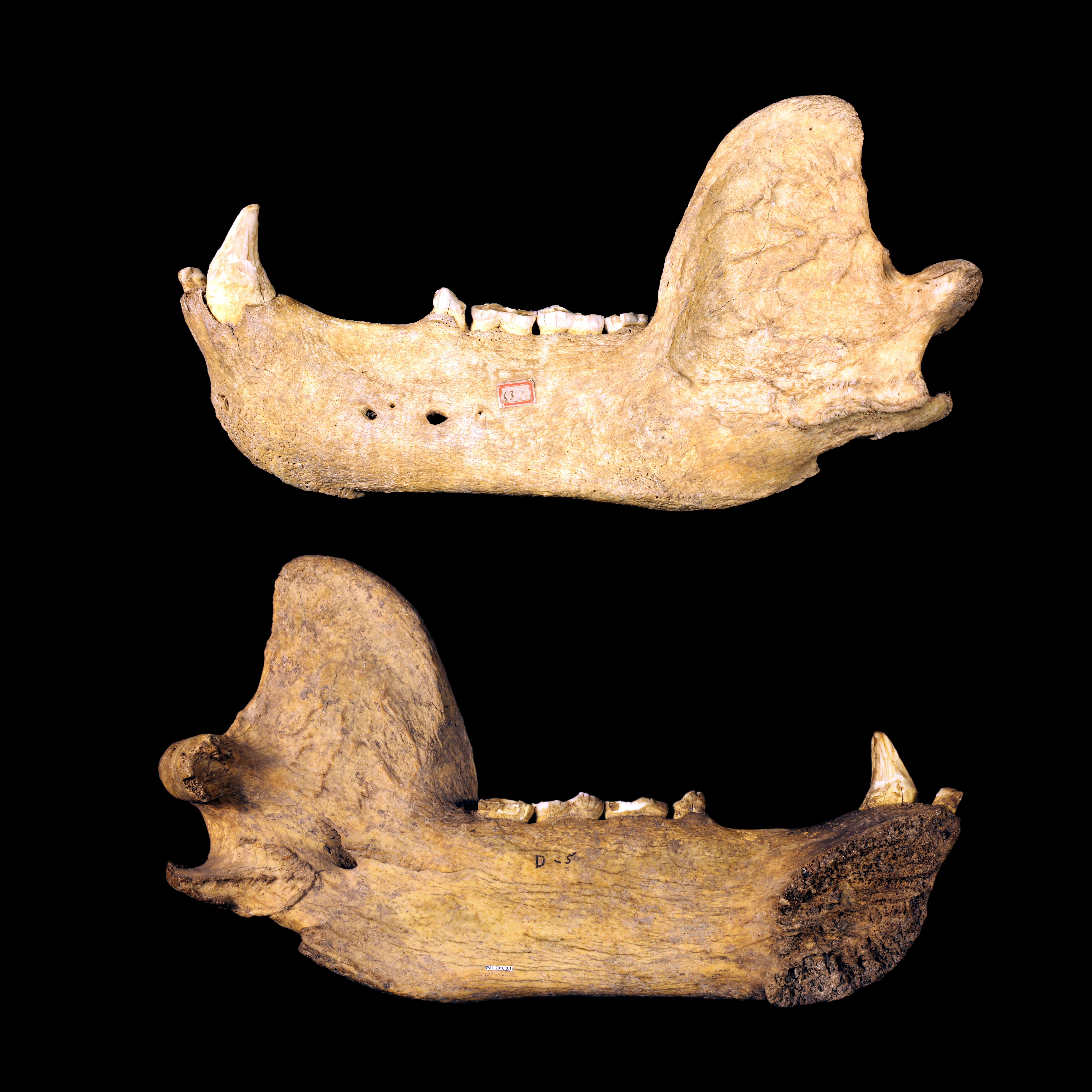
更新世时代的洞熊下颌骨